# Navegación marítima

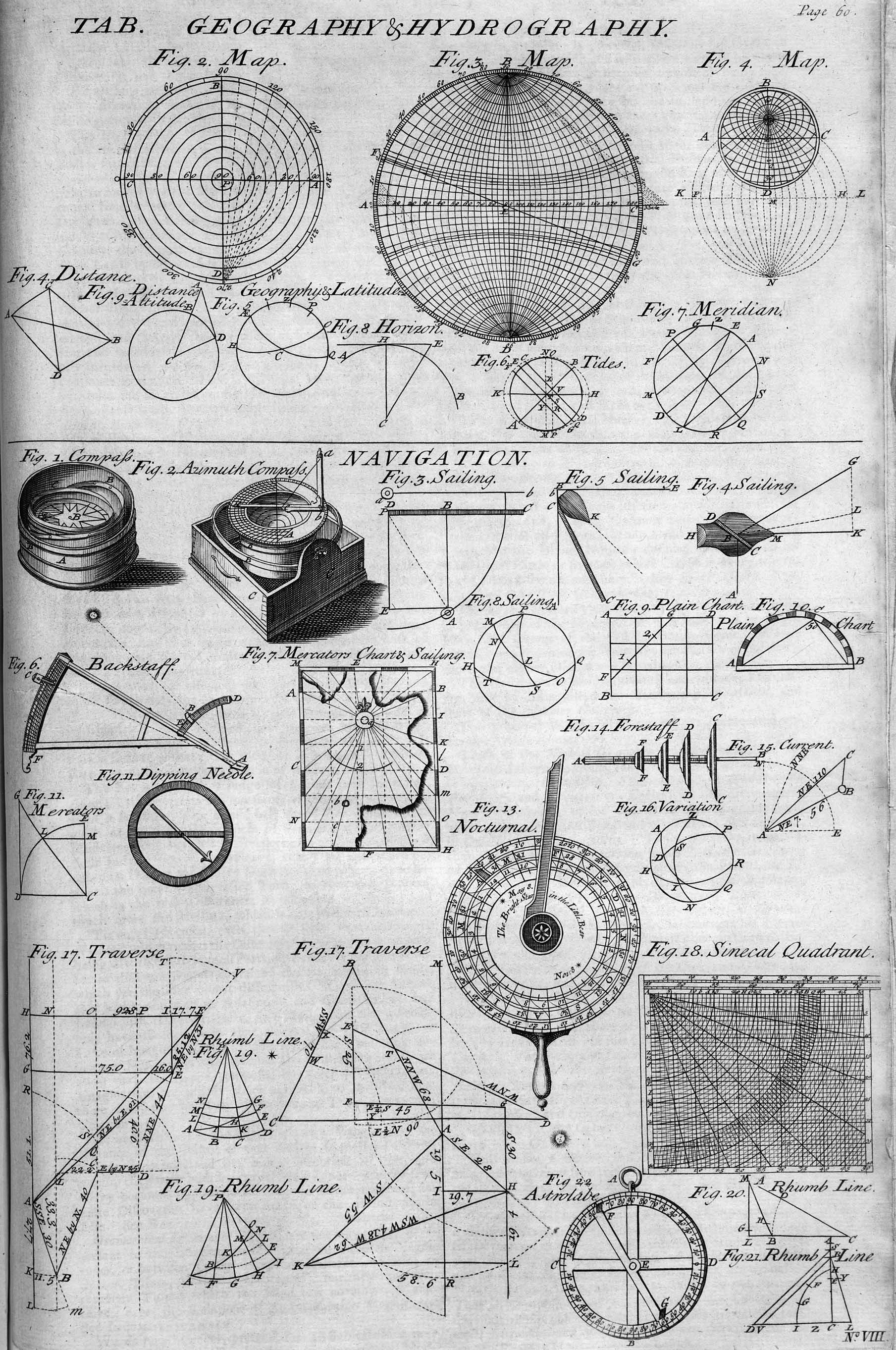
Tabla de geografía, hidrografía y navegación, de la Cyclopaedia de 1728.

La navegación marítima es el arte y la ciencia de conducir una embarcación desde una situación de salida (zarpado) hasta otra de llegada, eficientemente y con responsabilidad. Es arte por la destreza que debe tener el navegante para sortear los peligros de la navegación, y es ciencia porque se basa en conocimientos físicos, matemáticos, oceanográficos, cartográficos, astronómicos, etc. La navegación puede ser superficial o submarina.

## Etimología
Navegación (de la palabra latina navigatio) es el viaje que se hace con la nave (de la palabra latina navis, y esta de la raíz protoindoeuropea *nau- ‘barco’, que también es fuente del sánscrito nauh). Náutica (del latín nautĭca, y este del griego ναυτική [τέχνη] nautikḗ [téjne] ‘[arte de] navegar’,  de ναύτης nautes ‘marinero’) es lo relativo a la navegación y la ciencia y arte de navegar. Naval (del adjetivo latino navalis) es lo relativo a las naves y la navegación, o particularmente a la Armada.
En la Antigua Roma, los navicularii realizaban el comercio a larga distancia por mar.

## Historia

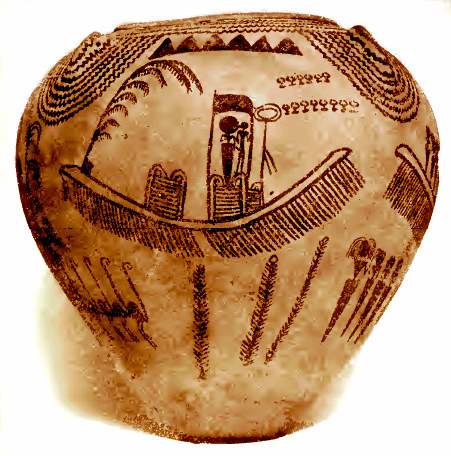
Embarcación representada en una cerámica egipcia de época predinástica (Naqada II, mediados del milenio a. C.)

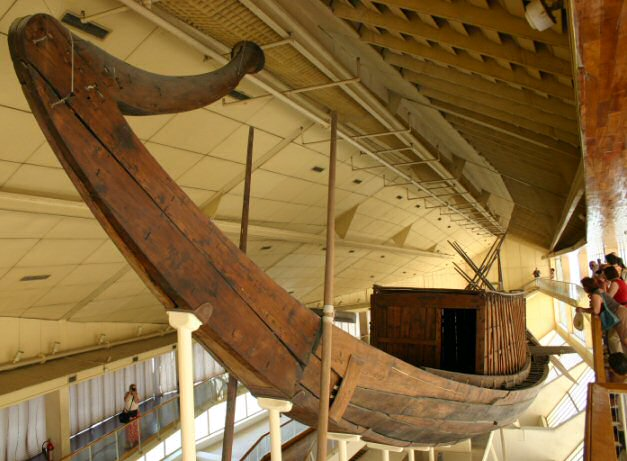
Barca solar de Keops, dinastía IV, ca. 2500 a. C.

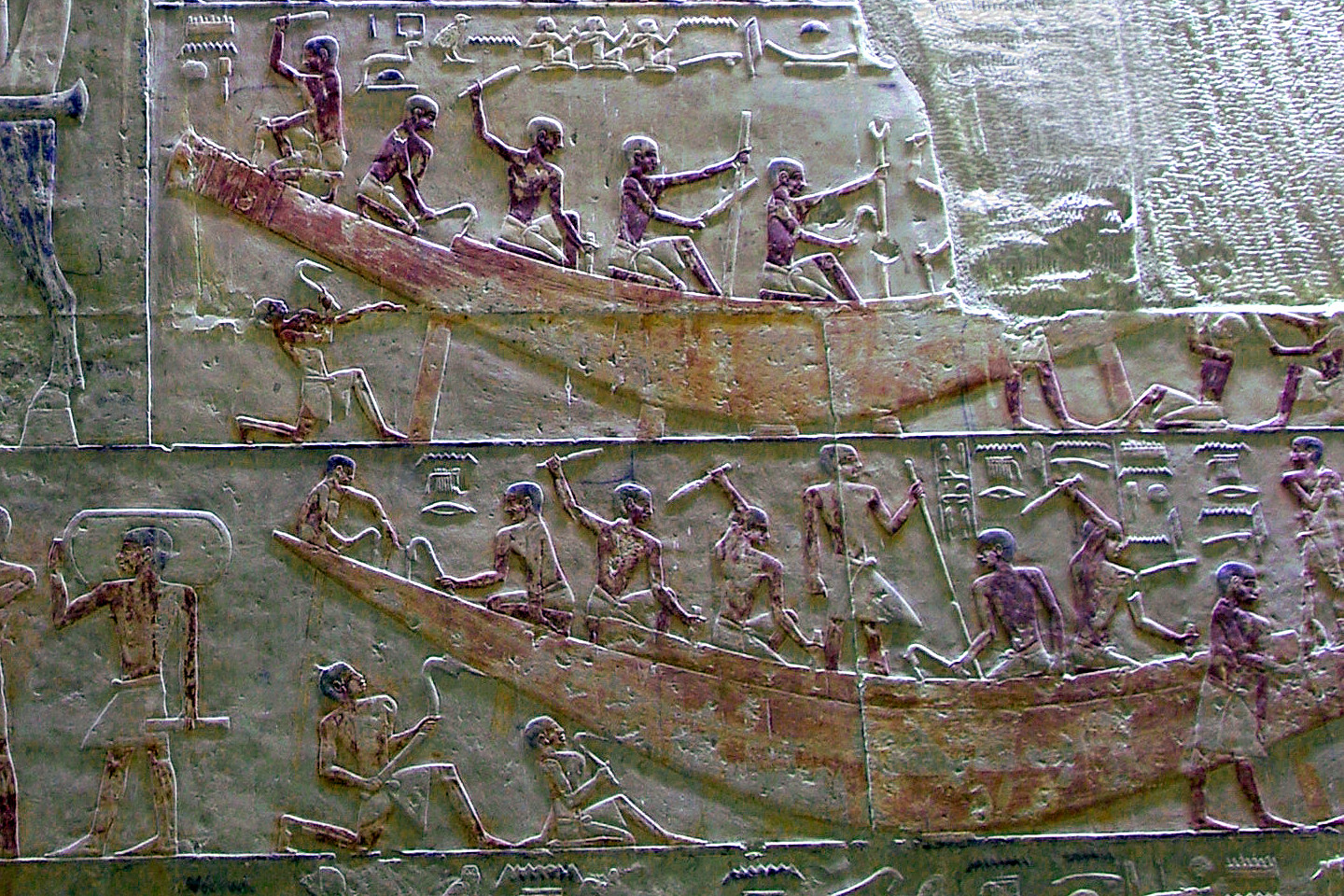
Construcción de barcos representada en relieves de la mastaba de Ti en Saqqara, dinastía V, mediados del milenio a. C.

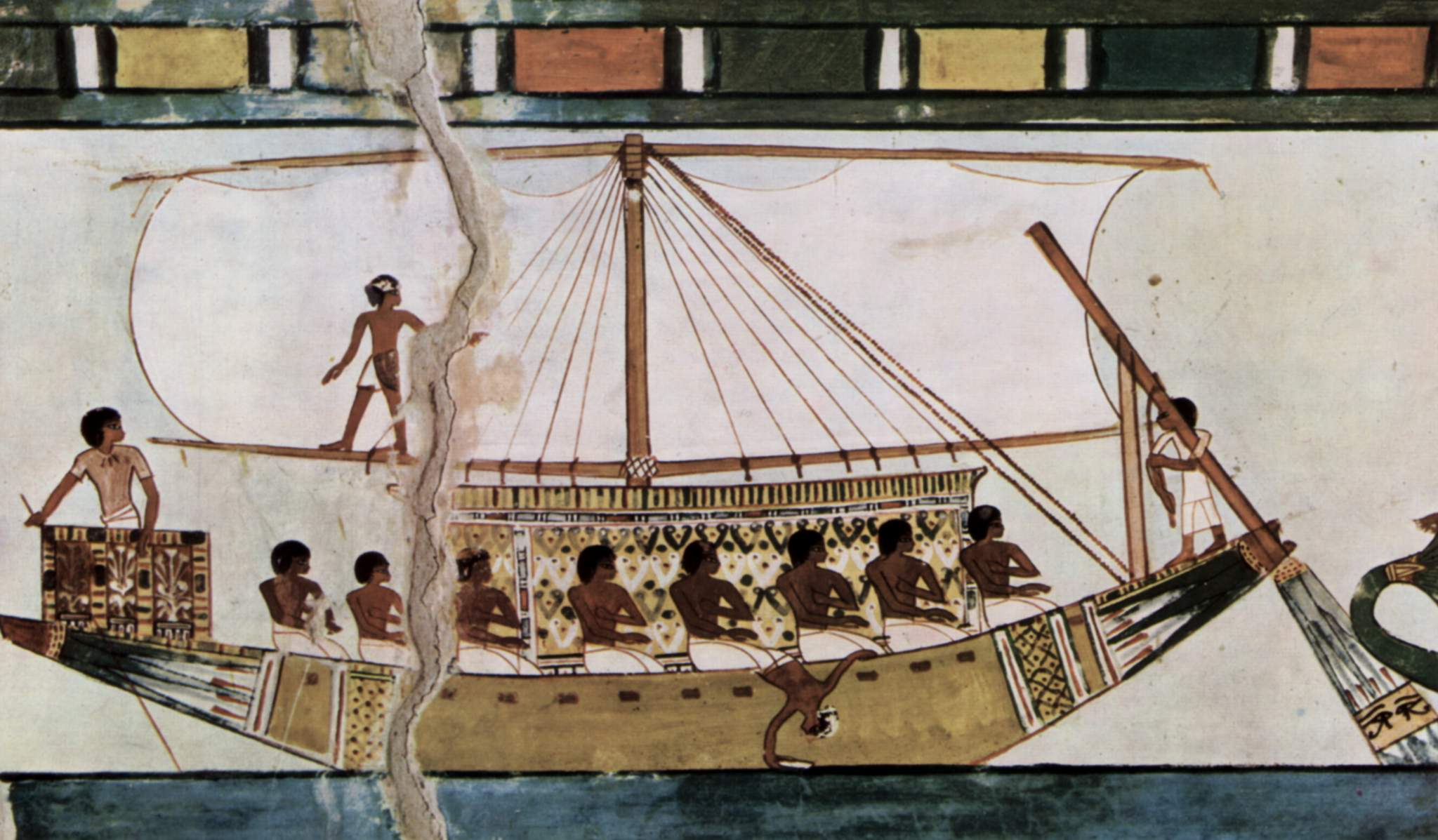
Barco egipcio representado en la tumba de Menna, Valle de los Nobles, dinastía XVIII, mediados del milenio a. C.

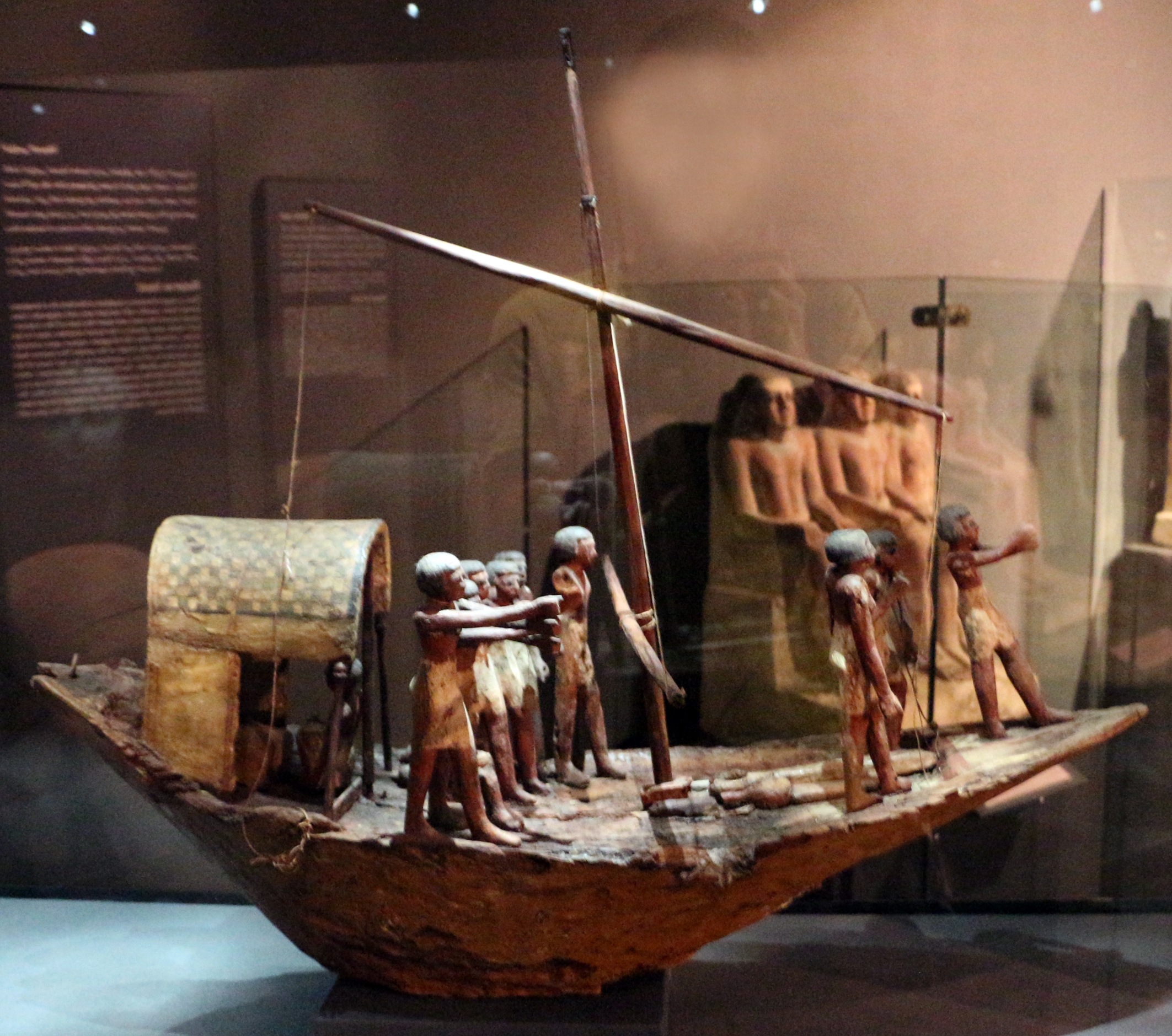
Modelo de un barco egipcio y su tripulación.

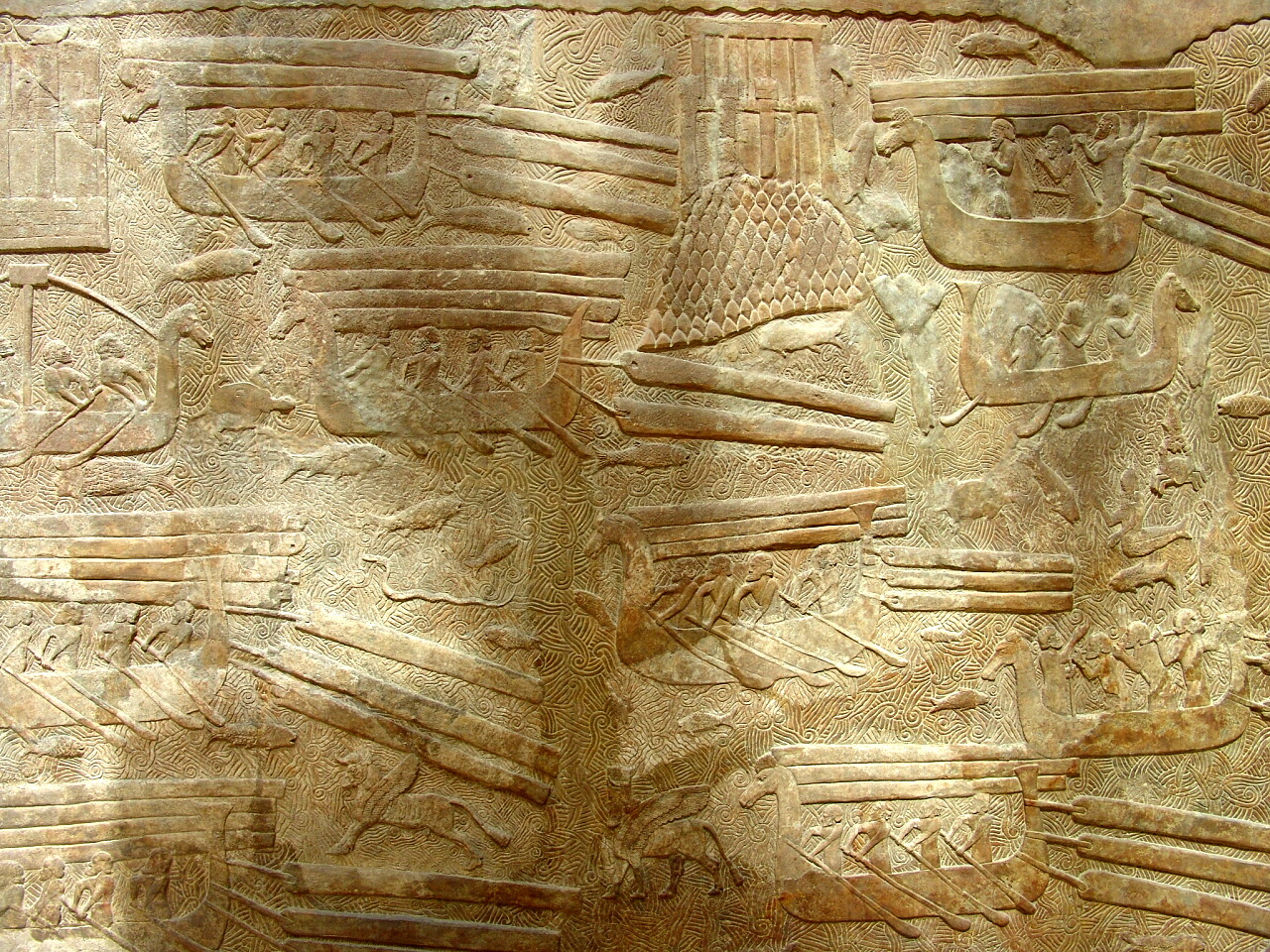
Barcos fenicios del tipo denominado hippos -hippoi- (nombre que le dieron los griegos, por su mascarón con forma de cabeza de caballo) transportando madera, representados en un relieve asirio del palacio de Sargón en Khorsabad.

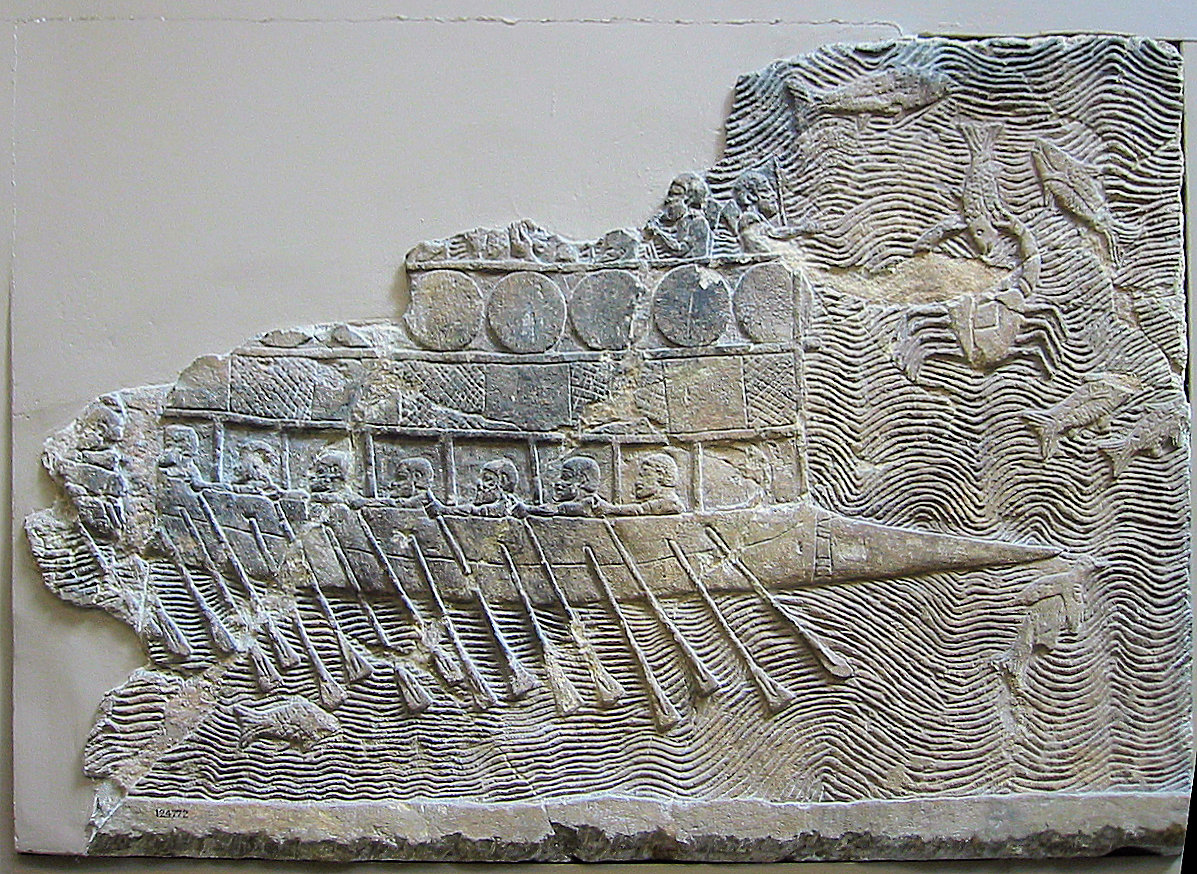
El rey Luli de Sidón huye de su ciudad, atacada por Sargón II, en un barco de guerra fenicio del tipo denominado dieris (birreme, con dos filas de remeros). Relieve asirio del palacio de Senaquerib, ca. 700-692 a. C.

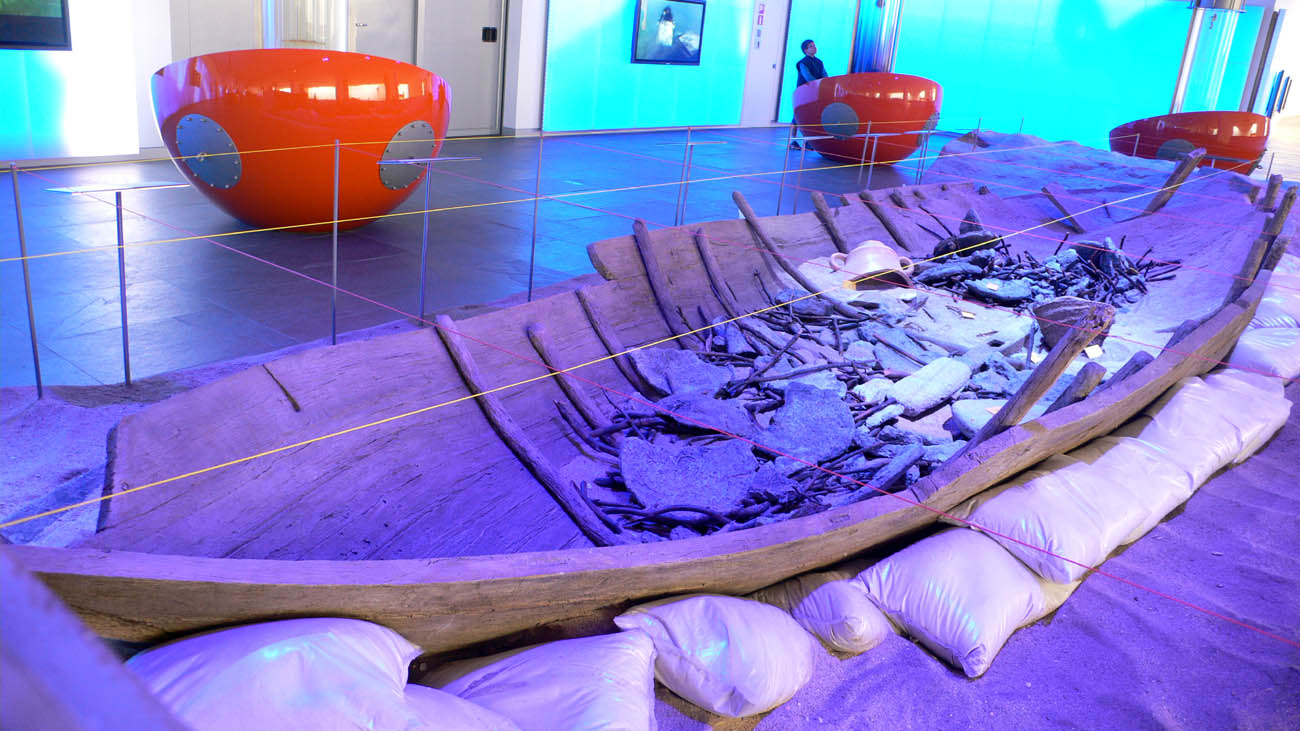
Uno de los barcos fenicios de Mazarrón,

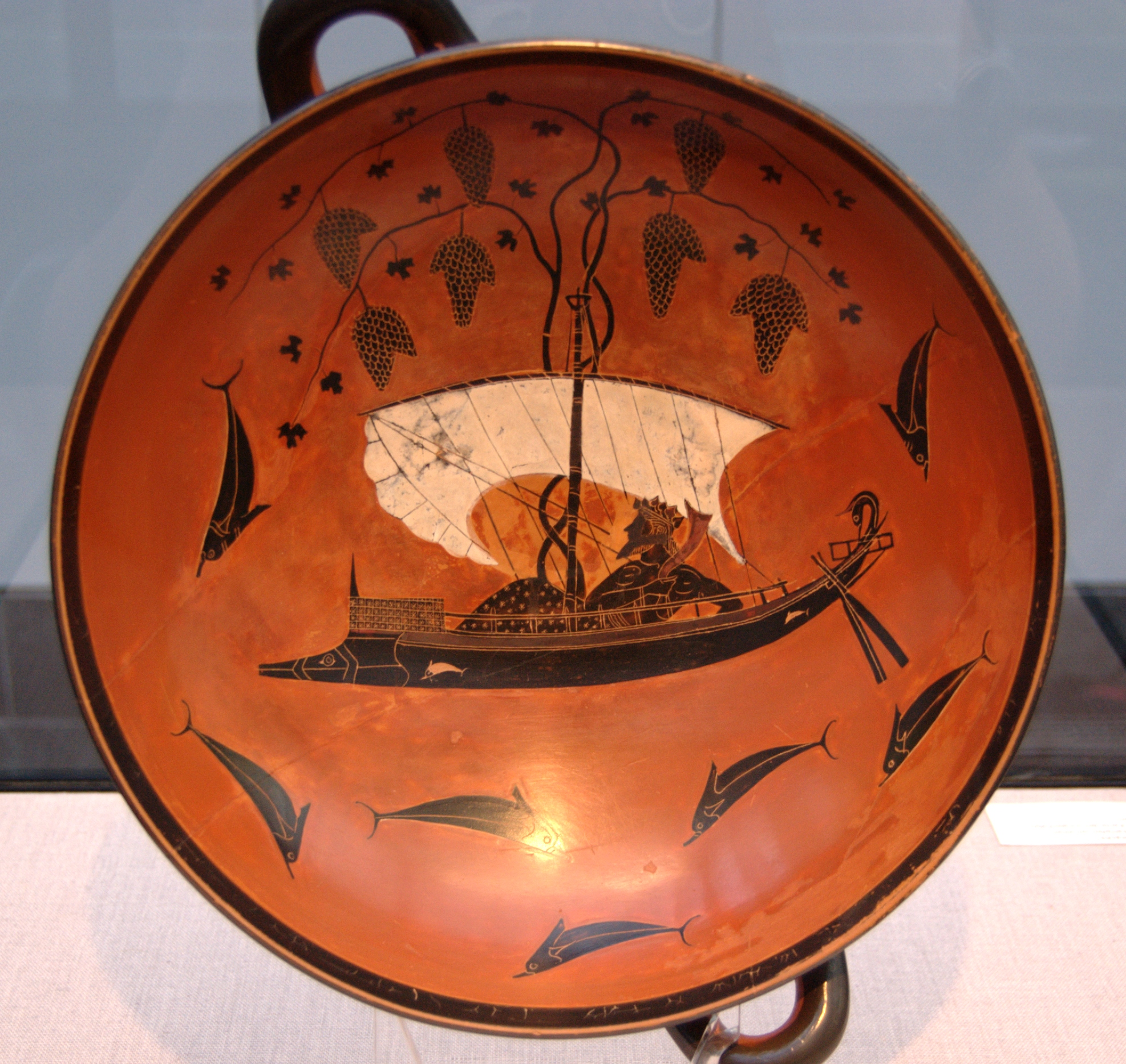
Vaso de Dionisos, del pintor Exekias,

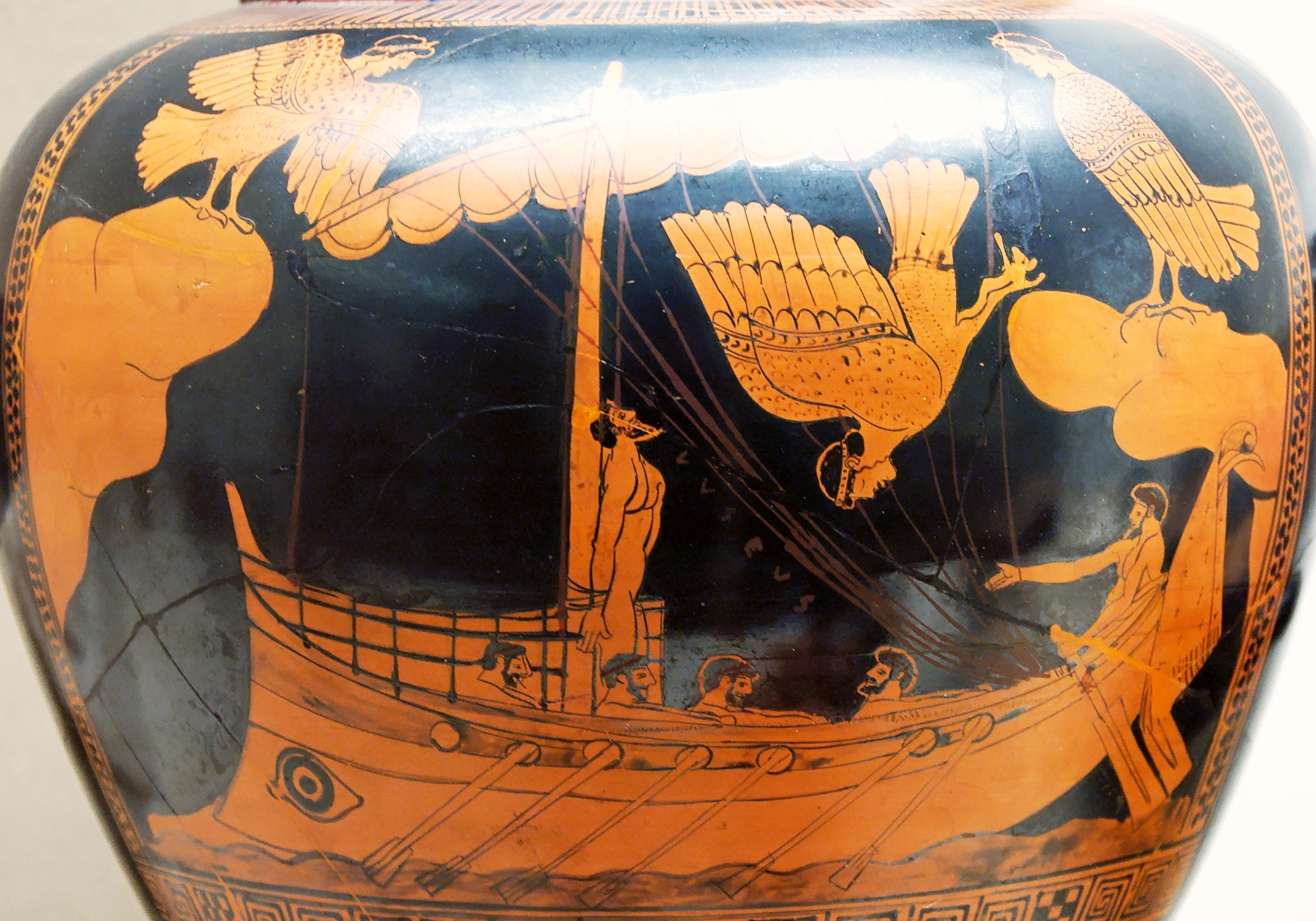
Escena de la Odisea (los compañeros de Ulises consiguen librar a su barco de la trampa de las sirenas, mientras su líder escucha su canto amarrado al mástil), en un vaso del llamado pintor de las Sirenas,

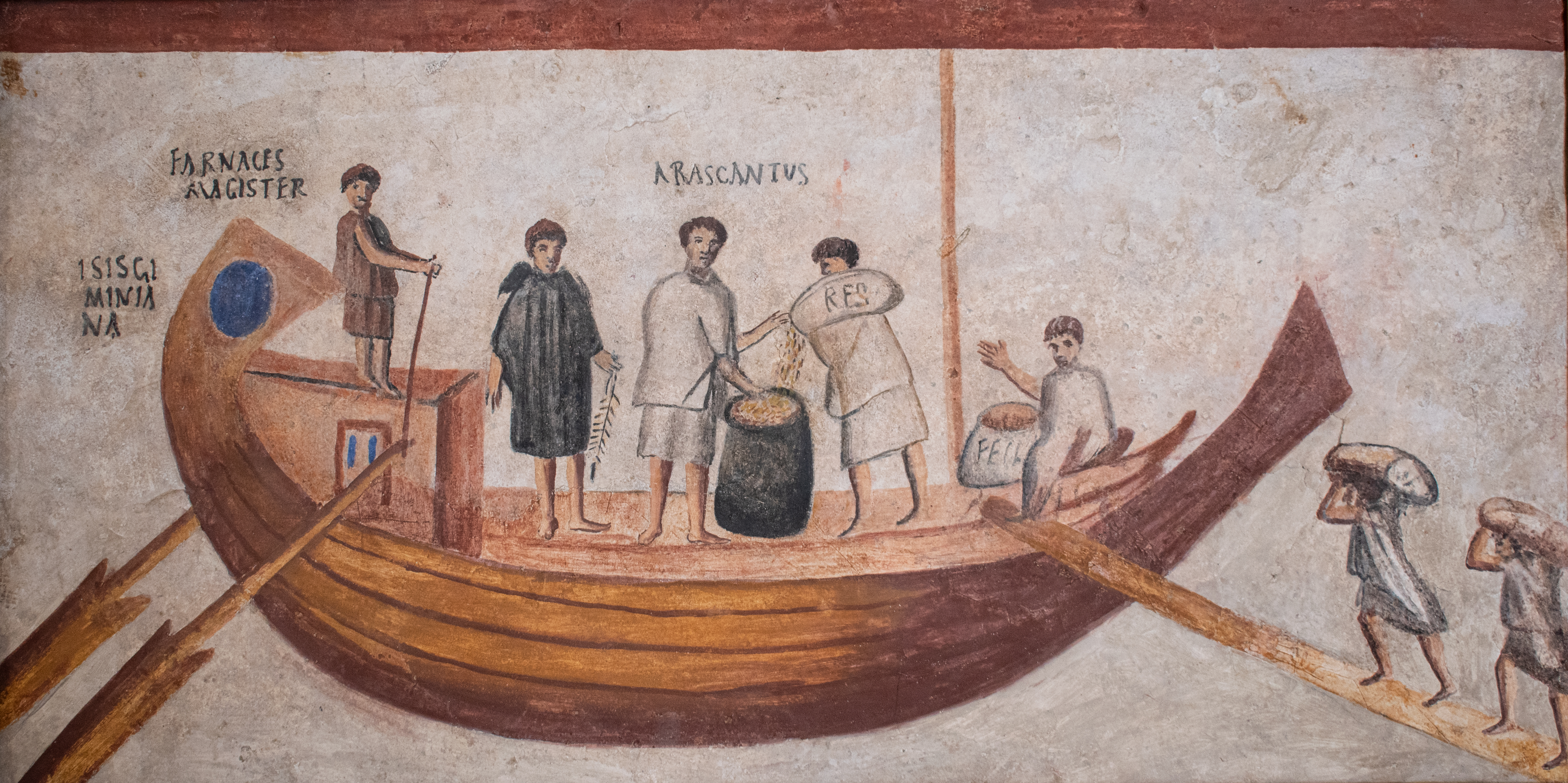
Nave romana representada en un fresco del siglo o en la ciudad portuaria de Ostia. Las inscripciones reflejan el nombre del barco (Isis Giminiana), el del capitán o magister (Farnaces, empuñando el timón) y el del propietario (Arascanius, que controla las tareas de carga).

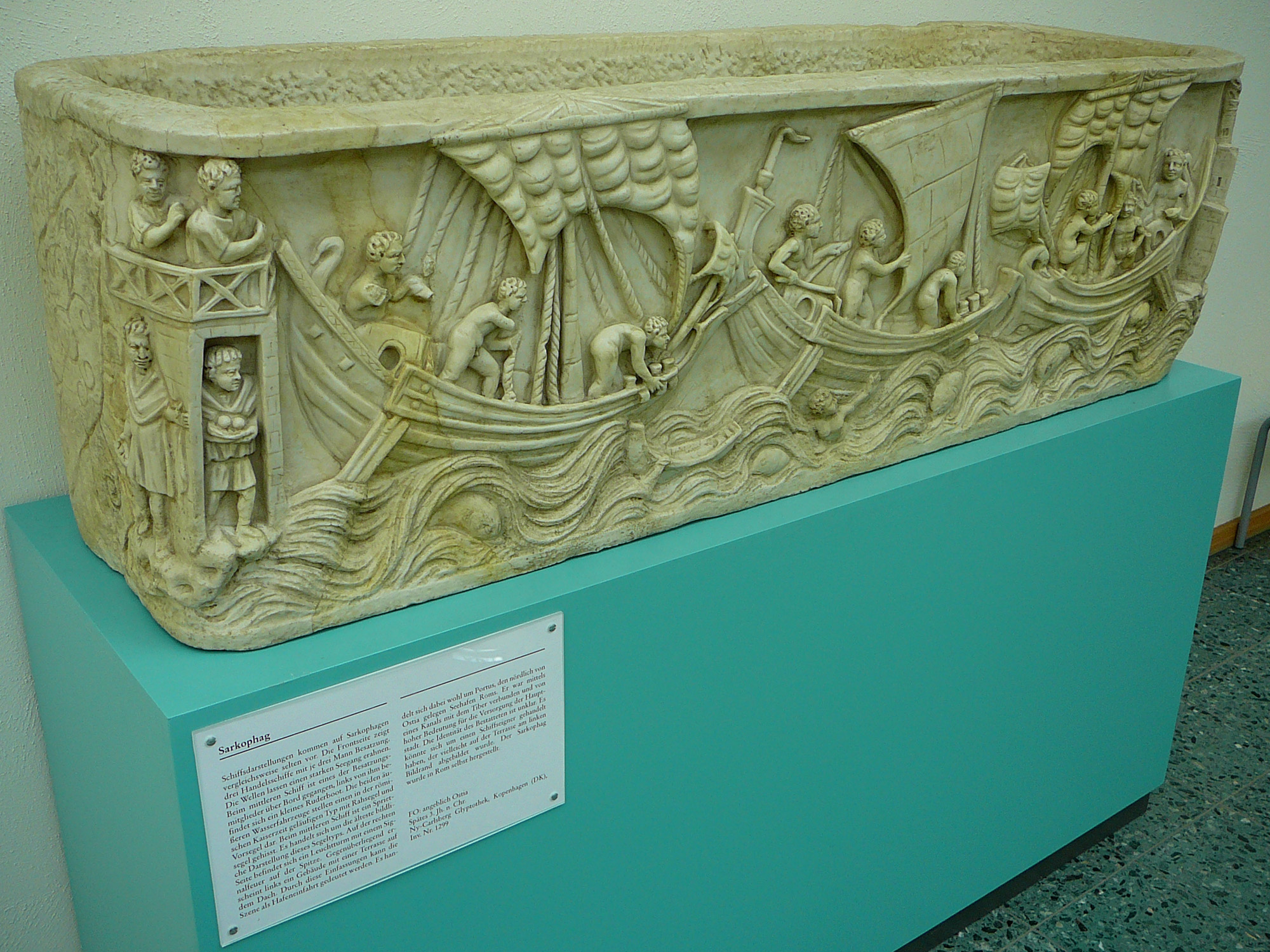
Sarcófago romano del. Es la más antigua representación de una vela de abanico.

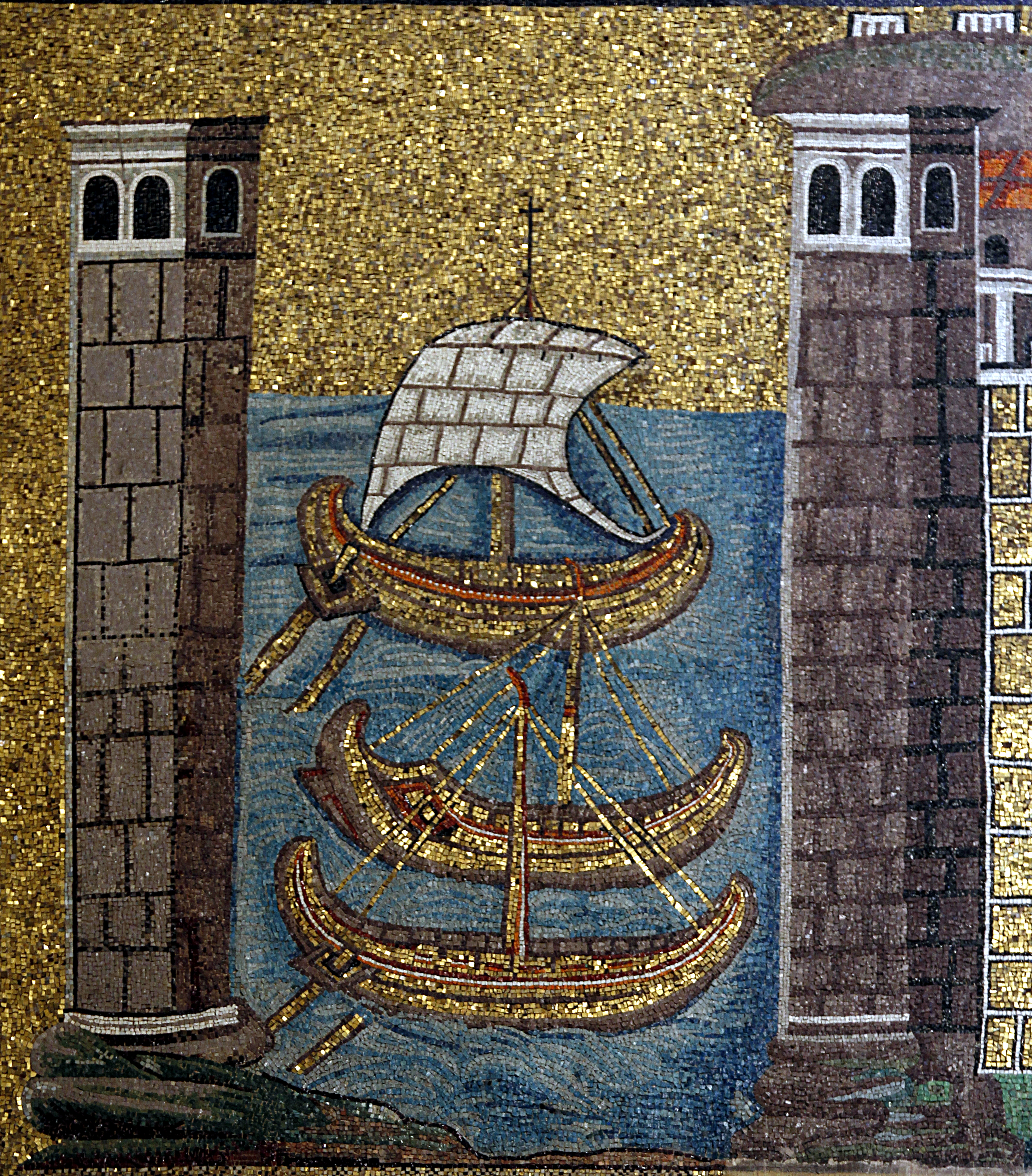
Barcos bizantinos en Classe (el puerto de Rávena), representados en un mosaico de San Apolinar el Nuevo,.

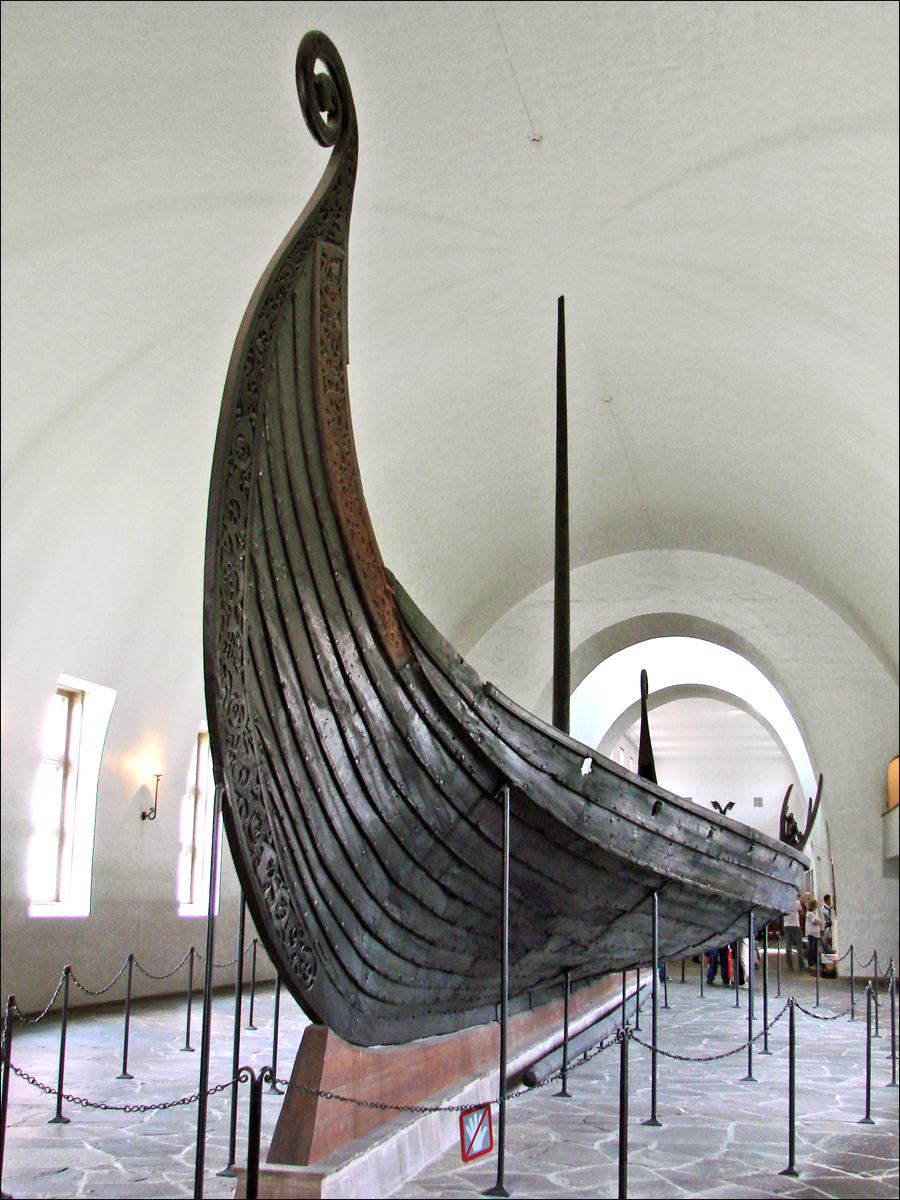
Barco de Oseberg,.

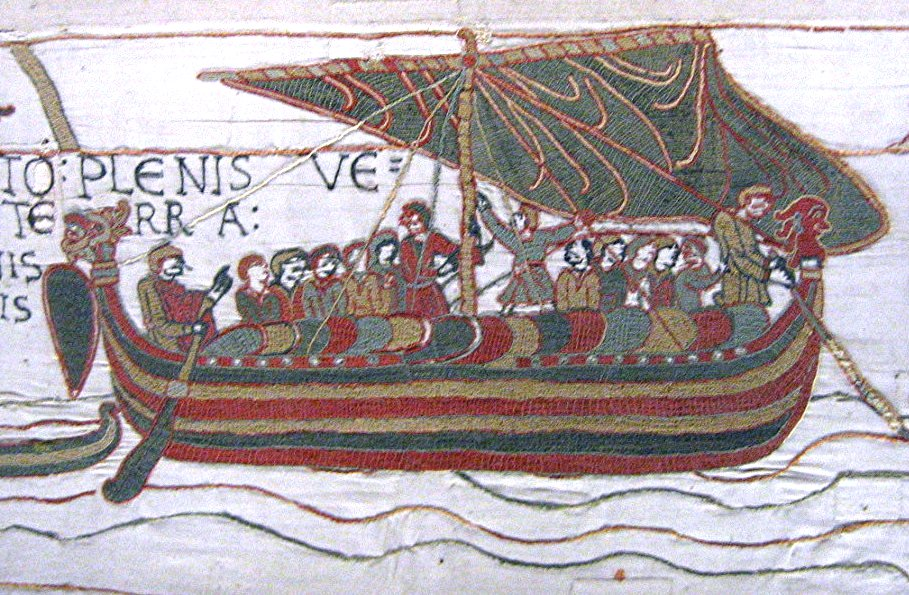
Barco normando representado en el tapiz de Bayeux,.

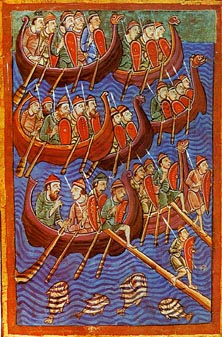
Barcos vikingos representados en un manuscrito del.

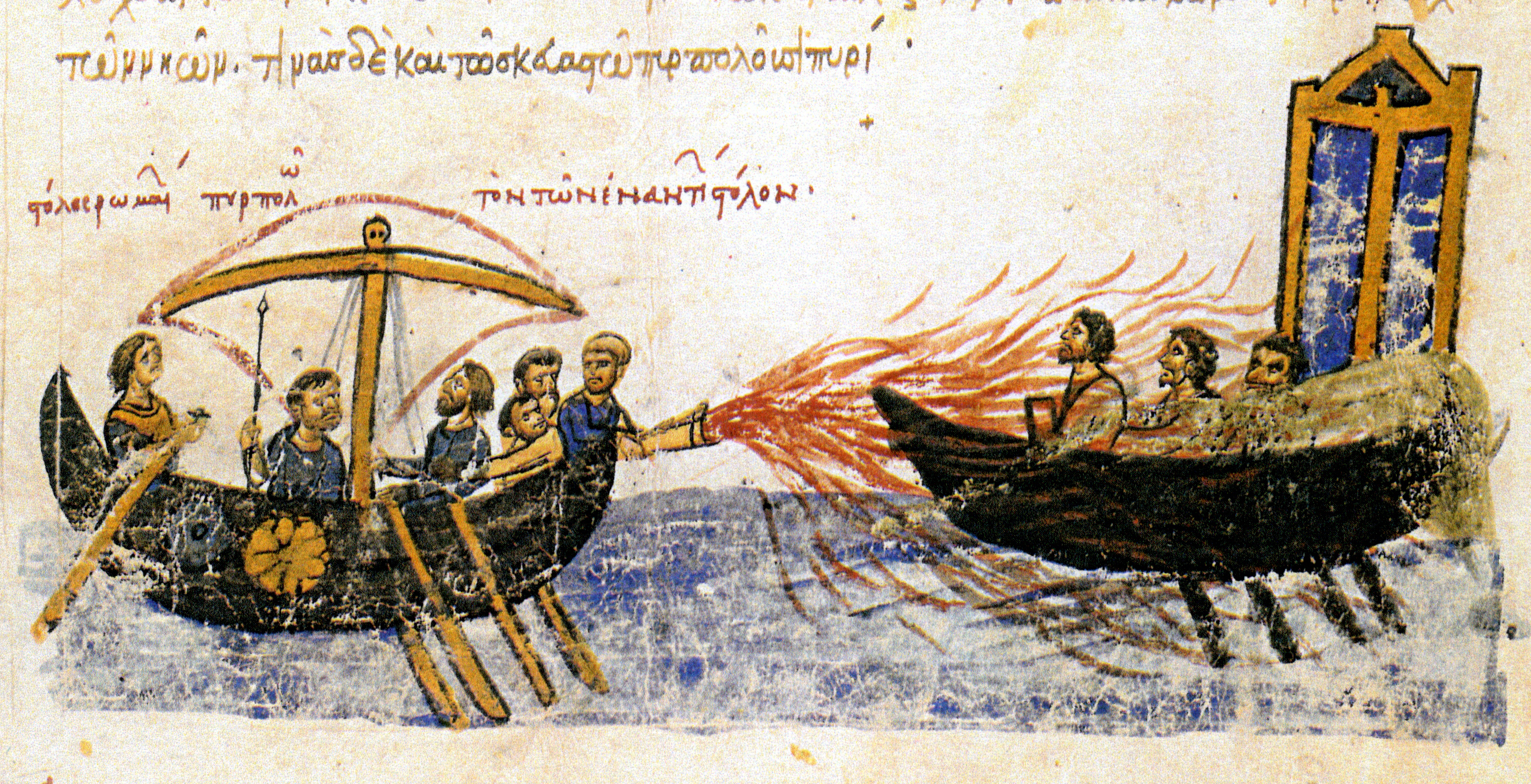
Combate naval con fuego griego representado en un manuscrito bizantino del (Skylitzes Matritensis).

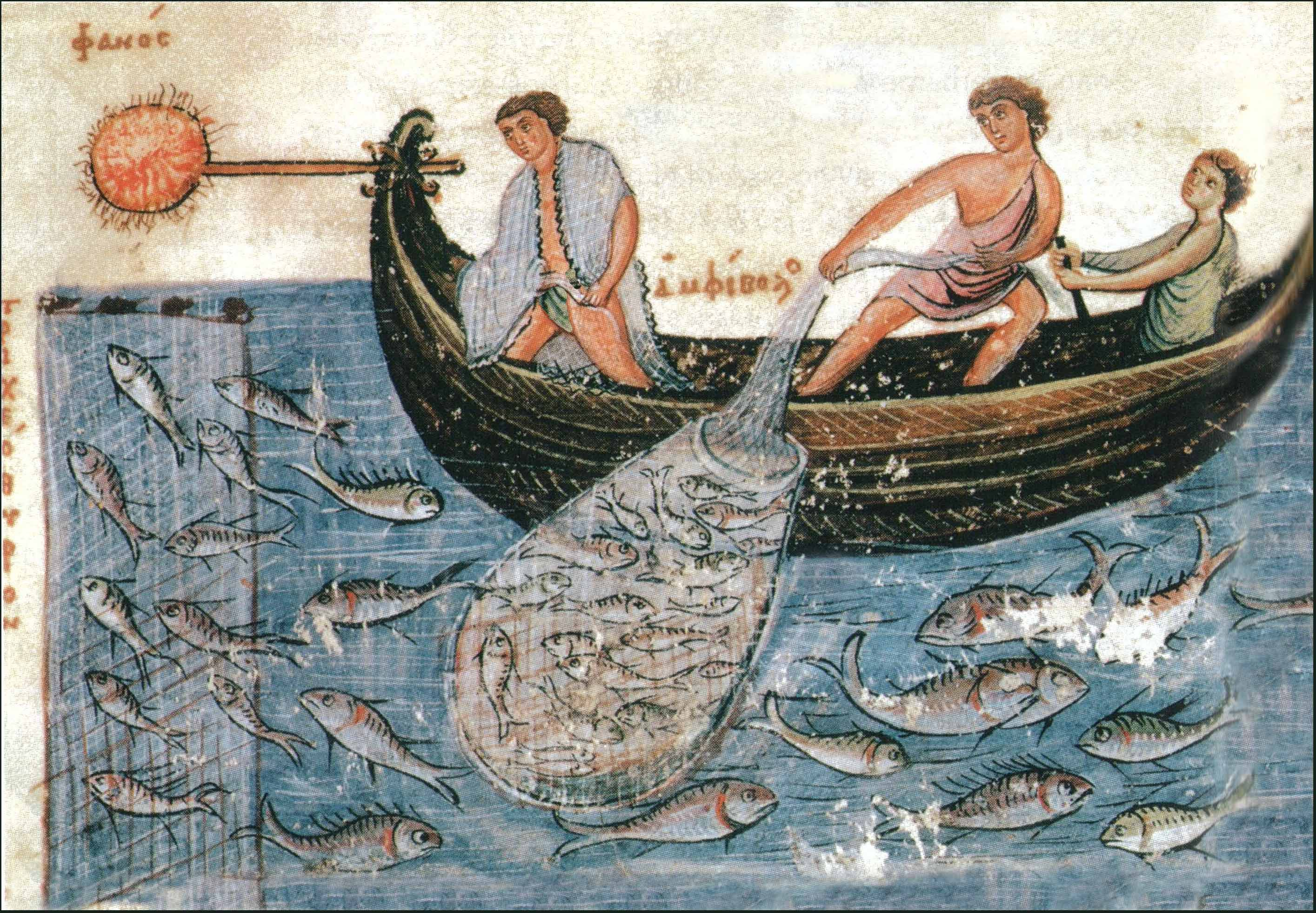
Escena de pesca con lámpara en el mismo manuscrito.

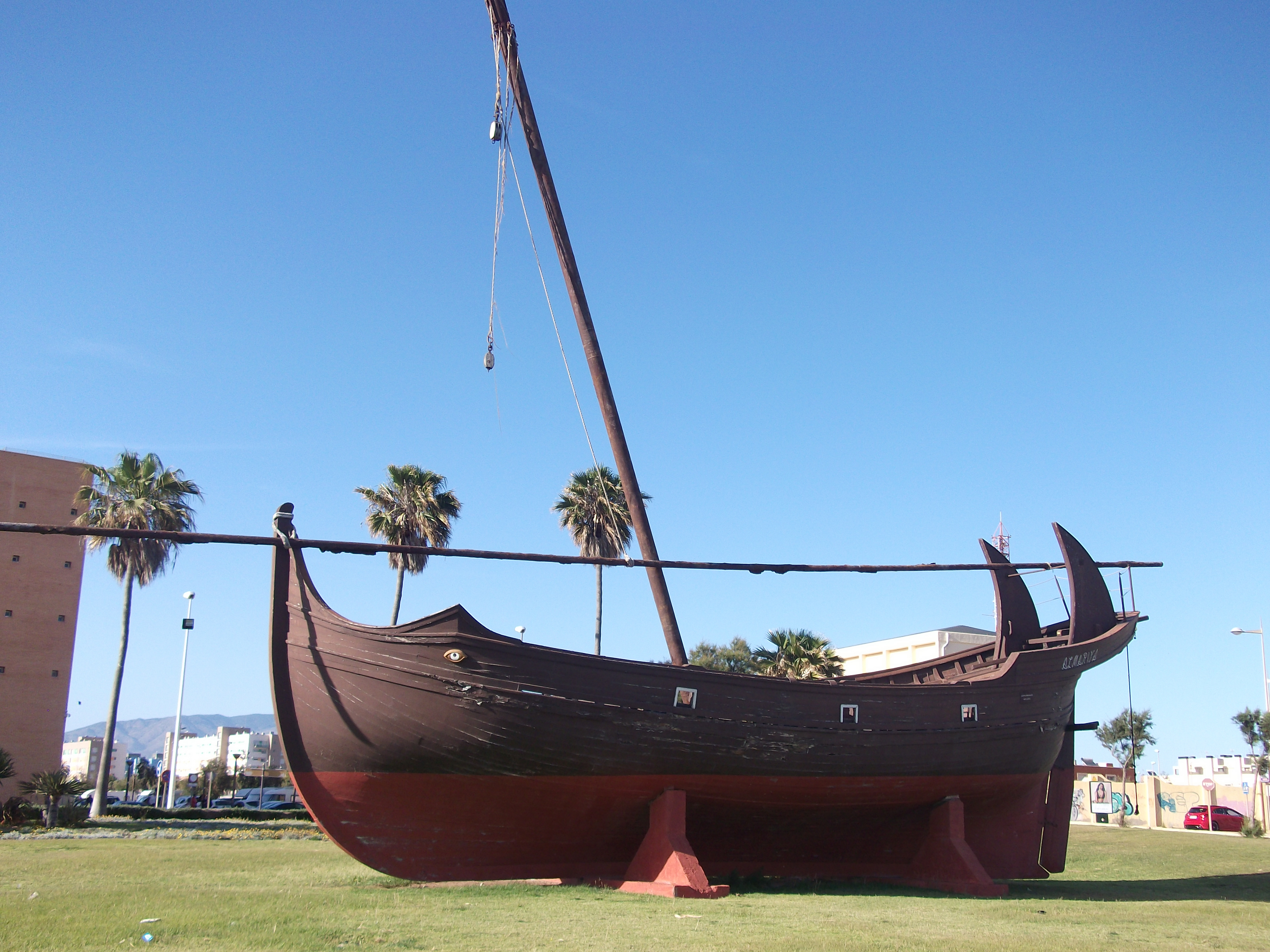
Réplica de un barco hispano-musulmán de los siglos -.

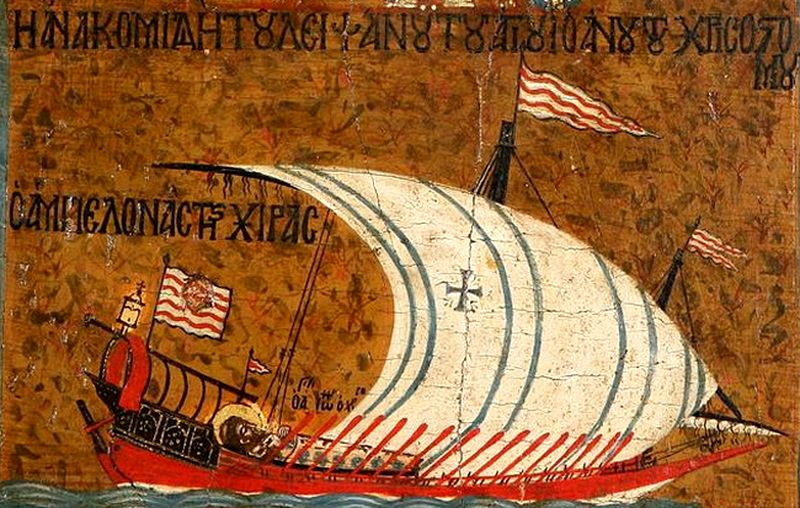
Galera o dromon en un fresco bizantino del. El diseño de las banderas es semejante a la cuatribarrada de la Corona de Aragón, y el del buque se puede comparar con la tradicional barca de mitjana.

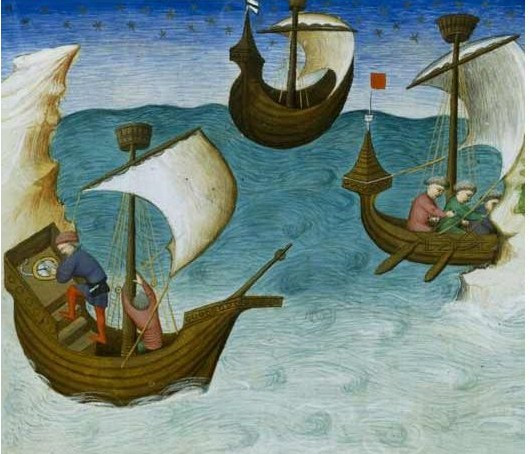
La primera representación conocida de una brújula, usada a bordo de un barco, en una ilustración datable en 1403.

La navegación costera fue practicada desde la más remota antigüedad. La narración bíblica del diluvio, donde aparece el Arca de Noé, está basada tanto en los mitos como en la práctica de la navegación de las civilizaciones mesopotámicas, que desde los sumerios navegaron por sus dos ríos (Tigris y Éufrates) y por el golfo Pérsico. Los antiguos egipcios tampoco se limitaron a la navegación fluvial del Nilo, y utilizaron las rutas marítimas del Mediterráneo existentes desde el Neolítico (por las que se habrían difundido durante milenios fenómenos culturales como el megalitismo o la metalurgia). Los cretenses llegaron a establecer una verdadera "talasocracia" (gobierno de los mares, que se atribuye al rey Minos) hasta la época micénica (II milenio a. C.), en la que habría que situar los hechos mitificados en los poemas homéricos (más de mil "cóncavas naves" llegando a las playas de Troya, mala fortuna del navegante Ulises y pericia de los "argonautas" —entre los que está el constructor del barco que lleva su nombre, Argos—).
Los hititas, dirigidos por el rey Suppiluliuma II se enfrentaron a los chipriotas en la primera batalla naval registrada históricamente (ca. 1210 a. C.); en la misma época todas las civilizaciones del Mediterráneo Oriental sufrieron las incursiones de los llamados "pueblos del mar". Los fenicios, a quienes los griegos consideraban sus maestros en la navegación, y que también son citados en la Biblia (barcos de Tiro suministraban al rey Salomón mercancías provenientes de lugares lejanos, incluido Tarshish —Tartessos—, a ese mismo destino llevaba un barco fenicio a Jonás, hasta que la tripulación le arrojó al mar al responsabilizarle de la tormenta que amenazaba con hundirles), habrían sido la primera civilización mediterránea que navegó por alta mar al remo y a la vela, guiándose por el Sol durante el día, y por la Estrella Polar durante la noche. Consta que, atravesando el estrecho de Gibraltar (las "rocas de Melkart", "columnas de Hércules" en los mitos griegos) navegaron por el océano Atlántico llegando por el sur hasta algún punto de la costa occidental de África y por el norte hasta las islas británicas (o quizá más allá, al lugar que los textos denominan Thule), pero es dudoso que circunnavegaran África o atravesaran el Atlántico llegando a América, lo que más probablemente sí consiguieron los vikingos en el siglo X.

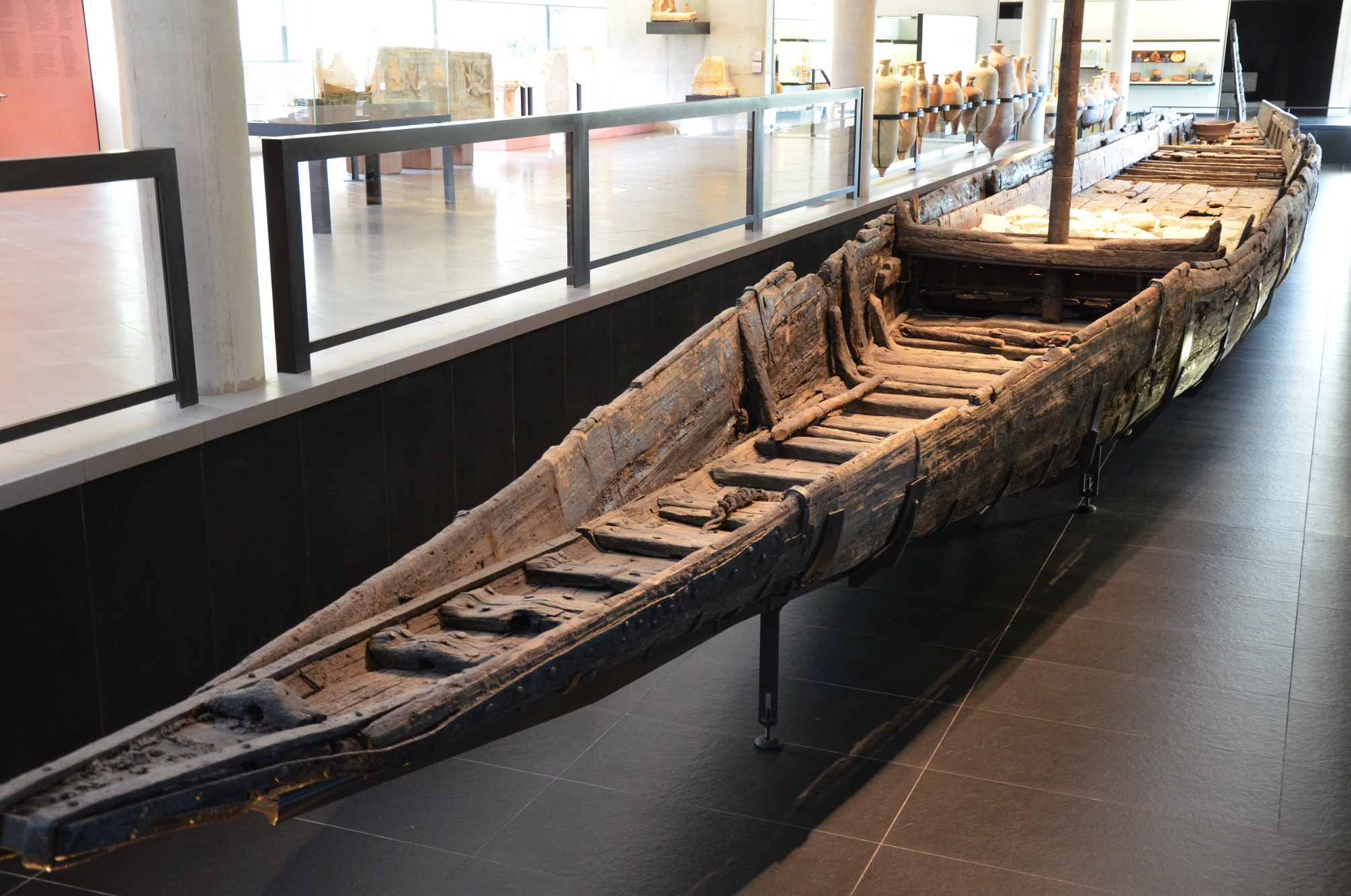
Restos de una nave galo-romana del siglo I denominada arqueológicamente Arles Rhône 3.
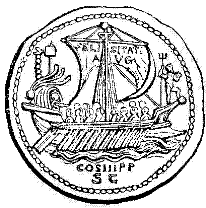
Nave romana representada en una moneda.
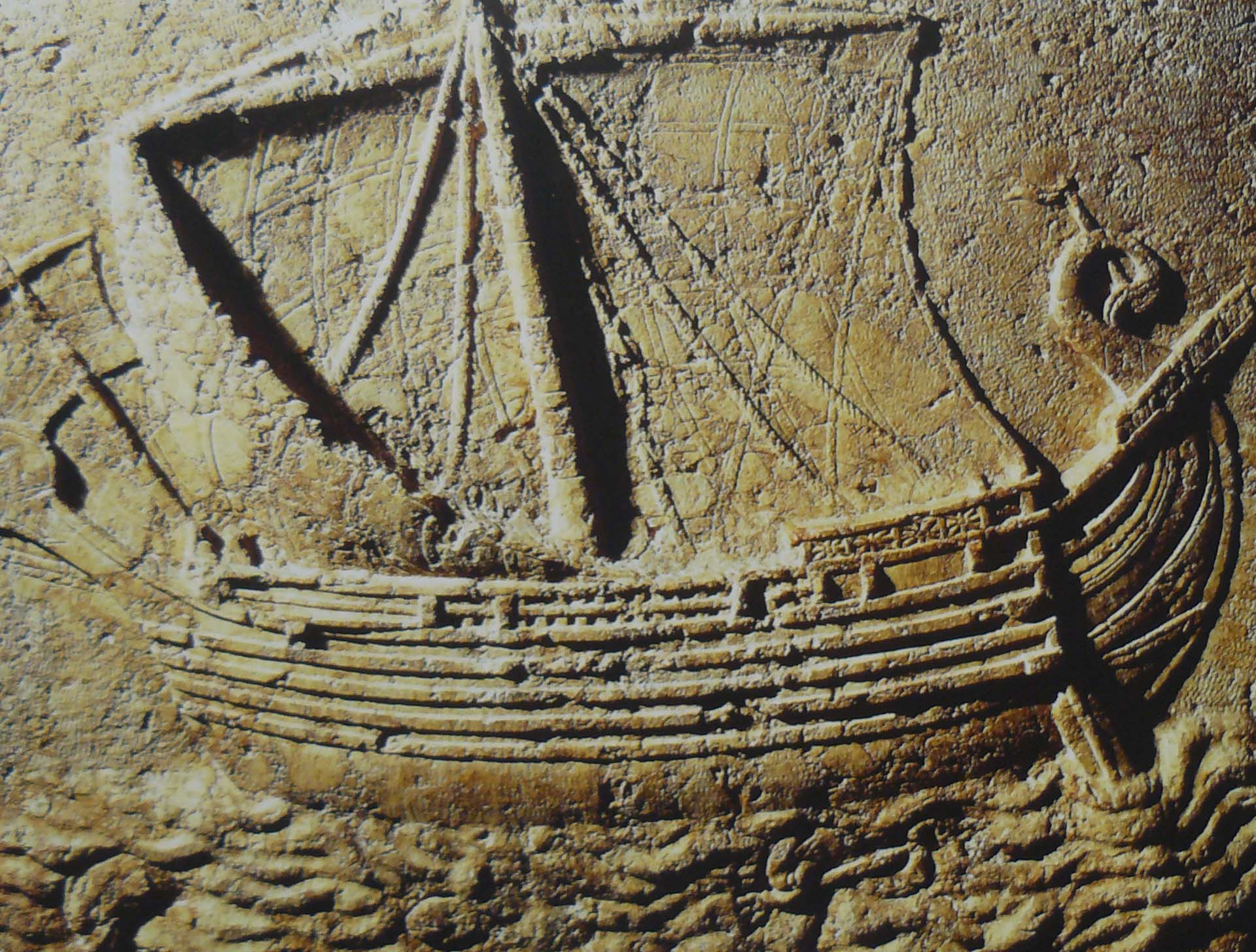
Relieve de un sarcófago del siglo II representando a un "gauloi", barco de comercio.
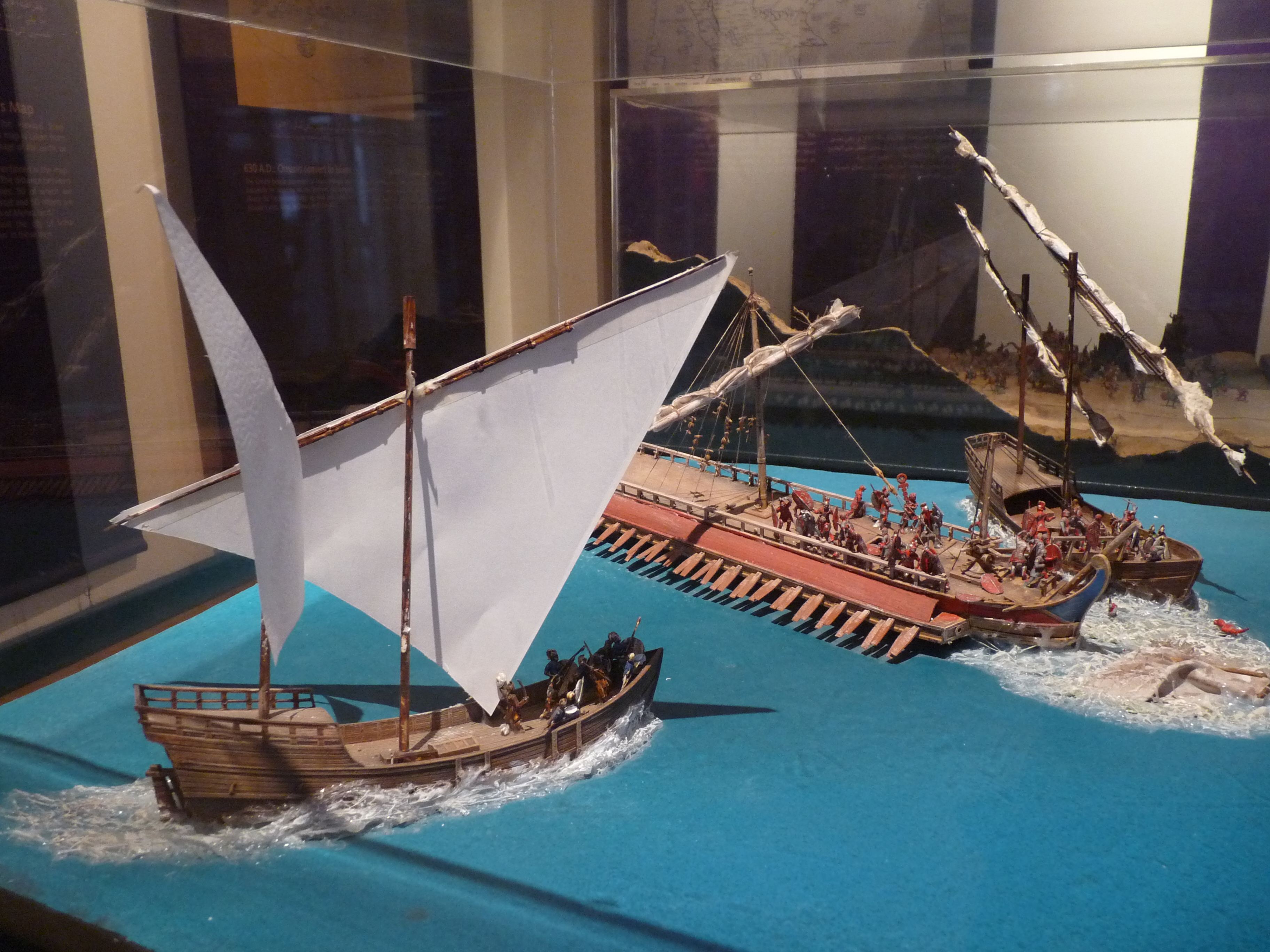
Maqueta que representa en enfrentamiento naval entre un barco romano y barcos omaníes en el Índico, siglo II a. C.

En los océanos Índico y Pacífico se desarrollaron navegaciones oceánicas que permitieron poblar todos los archipiélagos (navegación polinesia); mientras que la posibilidad de que se llegara a Ámérica del Sur es todavía objeto de debate (el poblamiento de América a través del estrecho de Bering no habría necesitado de navegación, o en todo caso, habría bastado con la navegación costera), así como otros posibles contactos transoceánicos precolombinos. En el primer tercio del siglo XV, las expediciones chinas lideradas por Zheng He llegaron hasta las costas africanas del Índico; se ha llegado a proponer la posibilidad de que hubieran llegado al Atlántico Sur e incluso hasta América y Europa, pero tal propuesta no ha pasado de ser una especulación no admitida académicamente.
La navegación mediterránea, que los romanos habían llegado a controlar (Mare Nostrum indiscutido desde sus victorias frente a cartagineses —guerras púnicas, 264-146 a. C.— y egipcios —batalla de Actium, 31 a. C.— y piratas), volvió a ser un entorno disputado en la Edad Media, a partir del momento en que los vándalos consiguieron atacar navalmente las costas italianas. En el siglo VI los bizantinos consiguieron retomar su control, y en el siglo VII fueron los árabes los que acabaron de dividir el espacio mediterráneo; al que llegaron a acceder incluso vikingos y normandos. Desde la época de las Cruzadas también tuvieron gran presencia los navegantes venecianos, genoveses y de la Corona de Aragón.
El conocimiento de la brújula, transmitido a los europeos por los árabes (quienes lo habían obtenido a su vez de los chinos), junto con otras mejoras en técnicas astronómicas (astrolabio, ballestilla, sextante), cartográficas (portulanos) y en la construcción naval (carabela, nao, galeón), permitieron la Era de los Descubrimientos protagonizada inicialmente por portugueses y castellanos; especialmente a partir del impulso de Enrique el Navegante a la escuela de Sagres. En 1492 se realizó el primer viaje colombino a América; en 1488, Bartolomeu Dias dobló el cabo de Buena Esperanza, lo que abrió la ruta al Índico (Vasco de Gama llegó a Calicut (India) en 1498); entre 1519 y 1521 la expedición de Magallanes-Elcano circunnavegó el mundo (midiendo la longitud geográfica con el método de su organizador científico, Rui Faleiro). Hasta el siglo XVI la hegemonía hispano-portuguesa en la navegación fue patente en campos como la geografía y la cosmografía. Tanto los pilotos ingleses como los franceses aprendieron a navegar en los textos de Pedro de Medina, Martín Fernández de Enciso y Martín Cortés, entre otros. Se ha argumentado que la conjunción de "cañones y velas" dio a los Estados europeos la ventaja para imponerse al resto, inaugurando el moderno "sistema mundo".

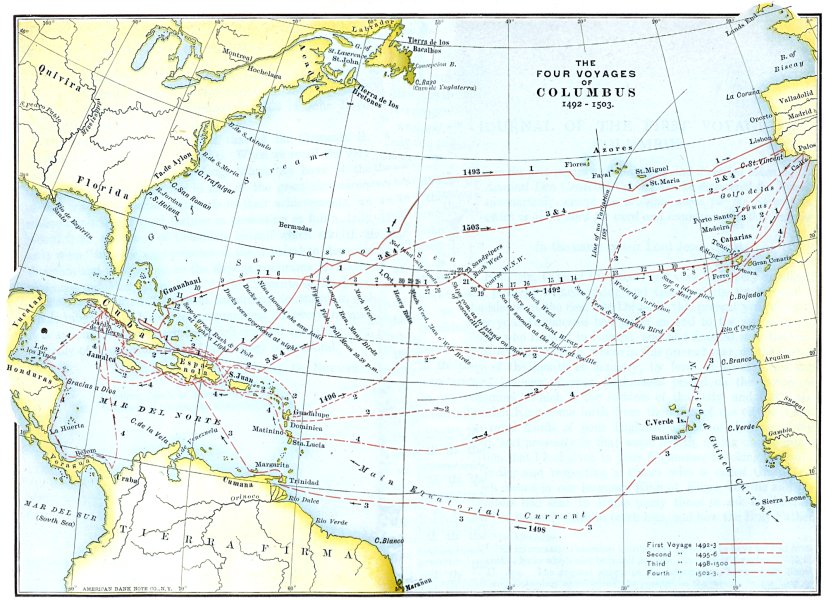
Navegación de los cuatro viajes de Colón a América, 1492-1504.
Navegación del primer viaje de Vasco de Gama, 1498.
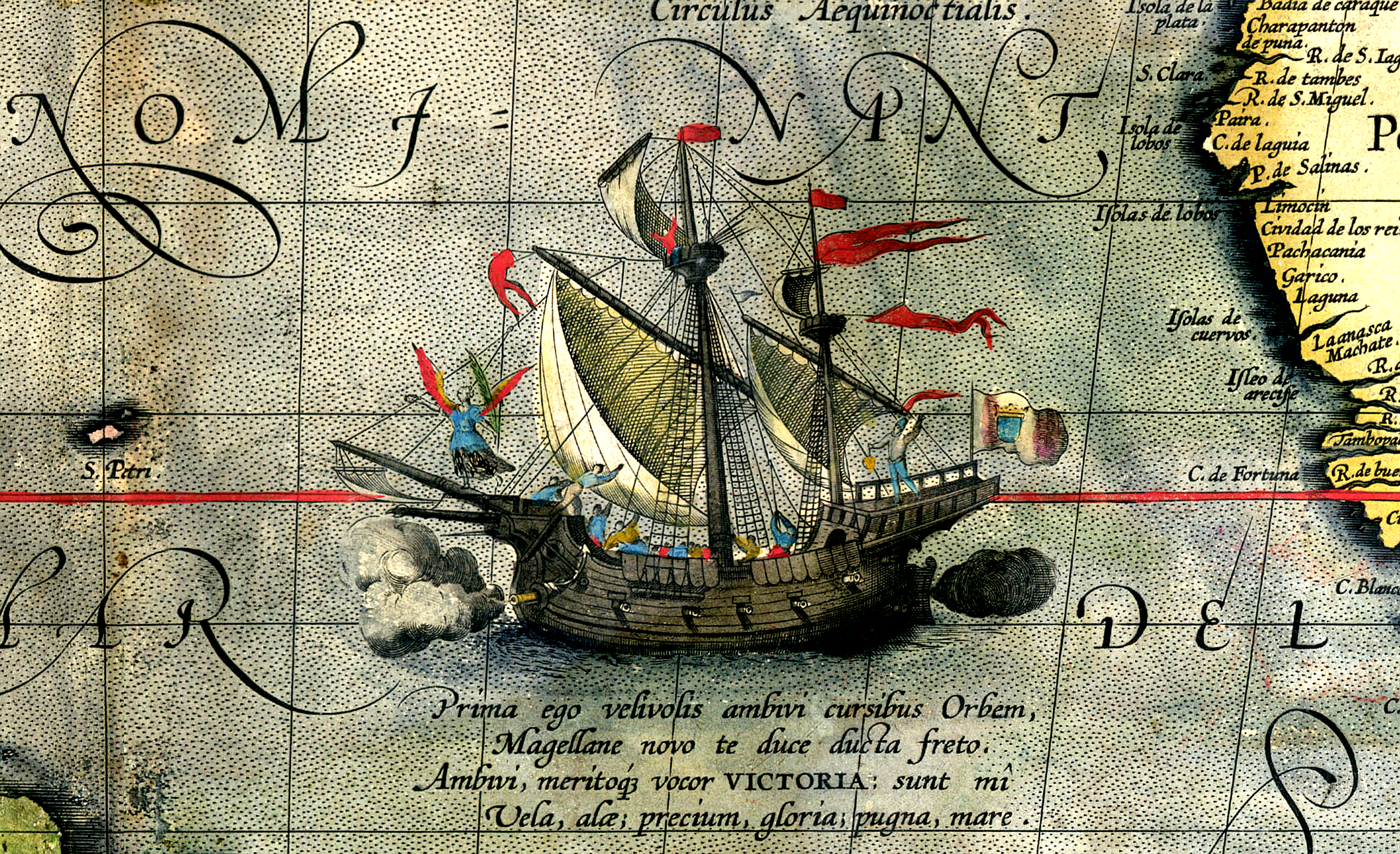
La Victoria, nao de la expedición Magallanes-Elcano (1519-1521), en una ilustración de un mapa de Abraham Ortelius, 1590.
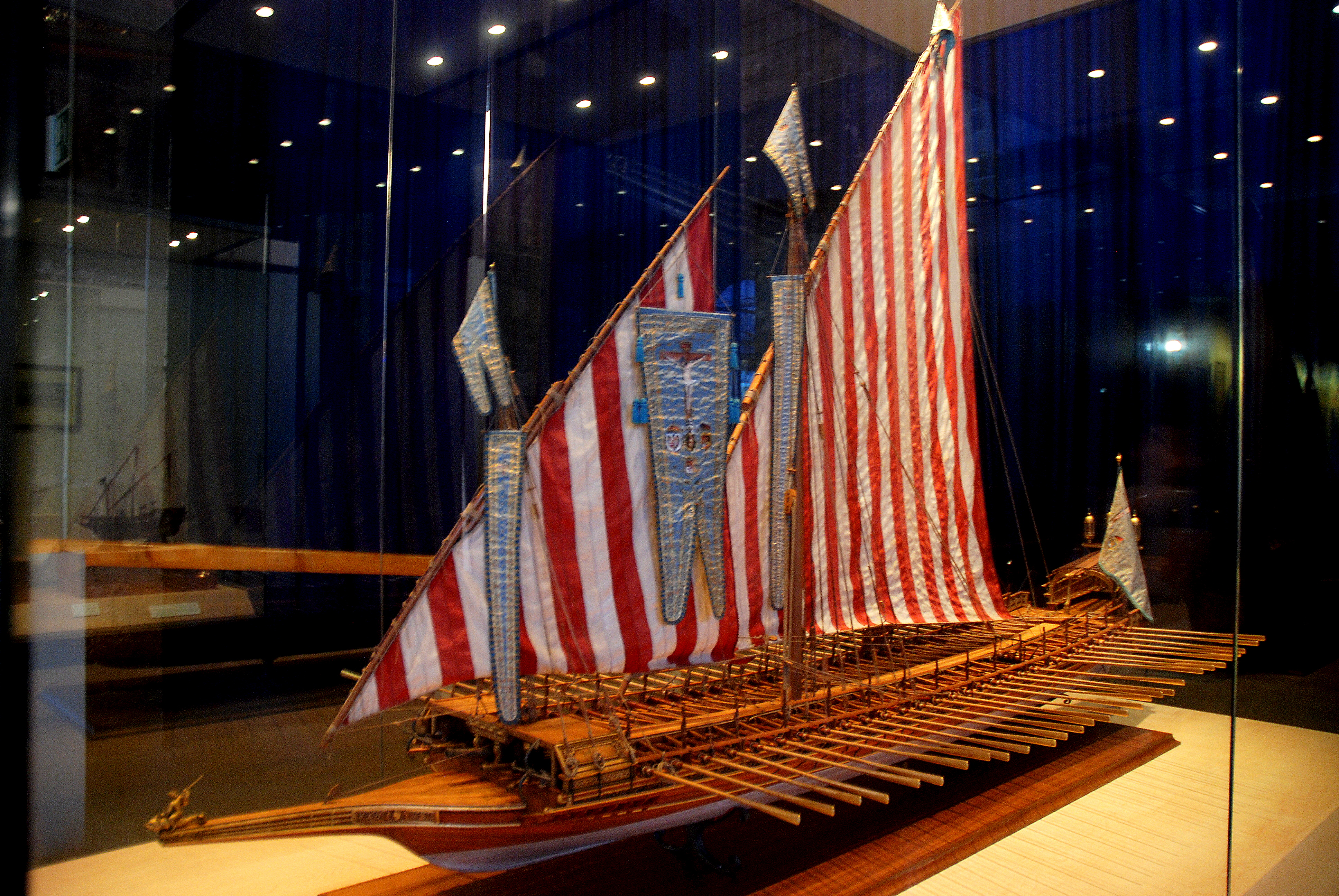
Maqueta de la galera Real, buque insignia de la armada cristiana en la batalla de Lepanto (1571).
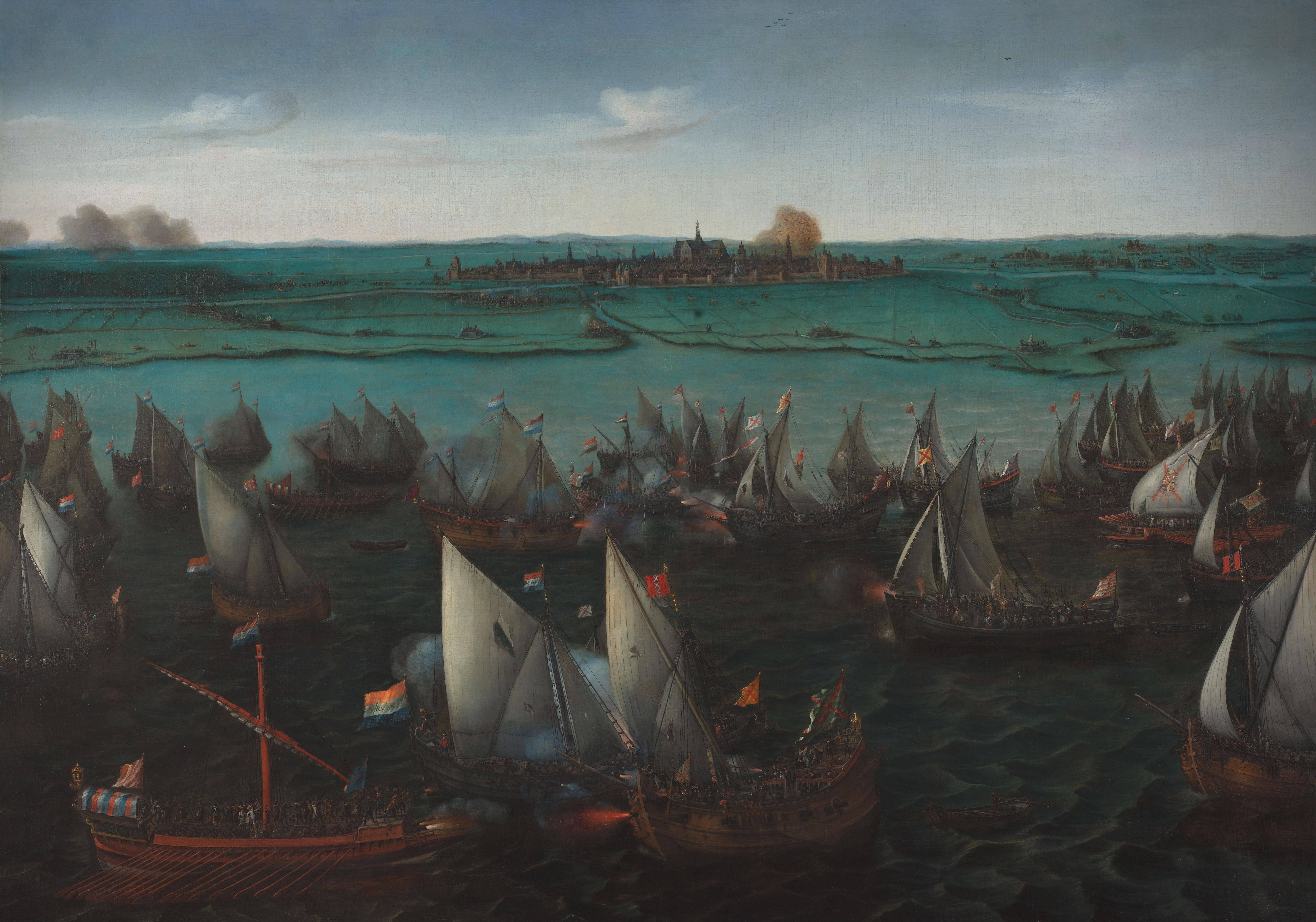
Los gueux de mer holandeses se enfrentan a los españoles en la batalla de Haarlemmermeer, 1573; cuadro de Hendrick Cornelisz Vroom, ca. 1621.
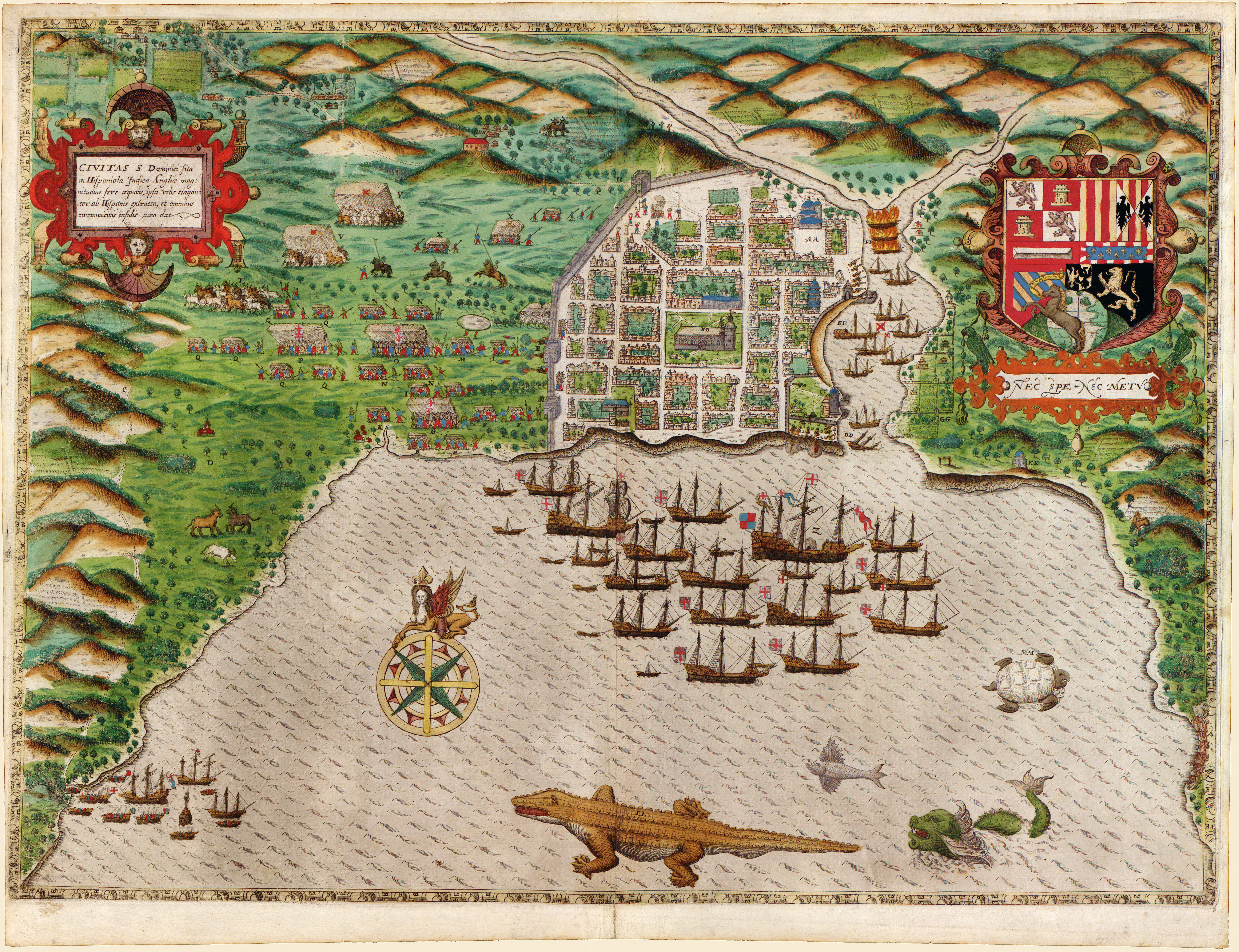
La flota de Francis Drake ante Santo Domingo en 1585.
Navegación de la Armada Invencible, 1588.

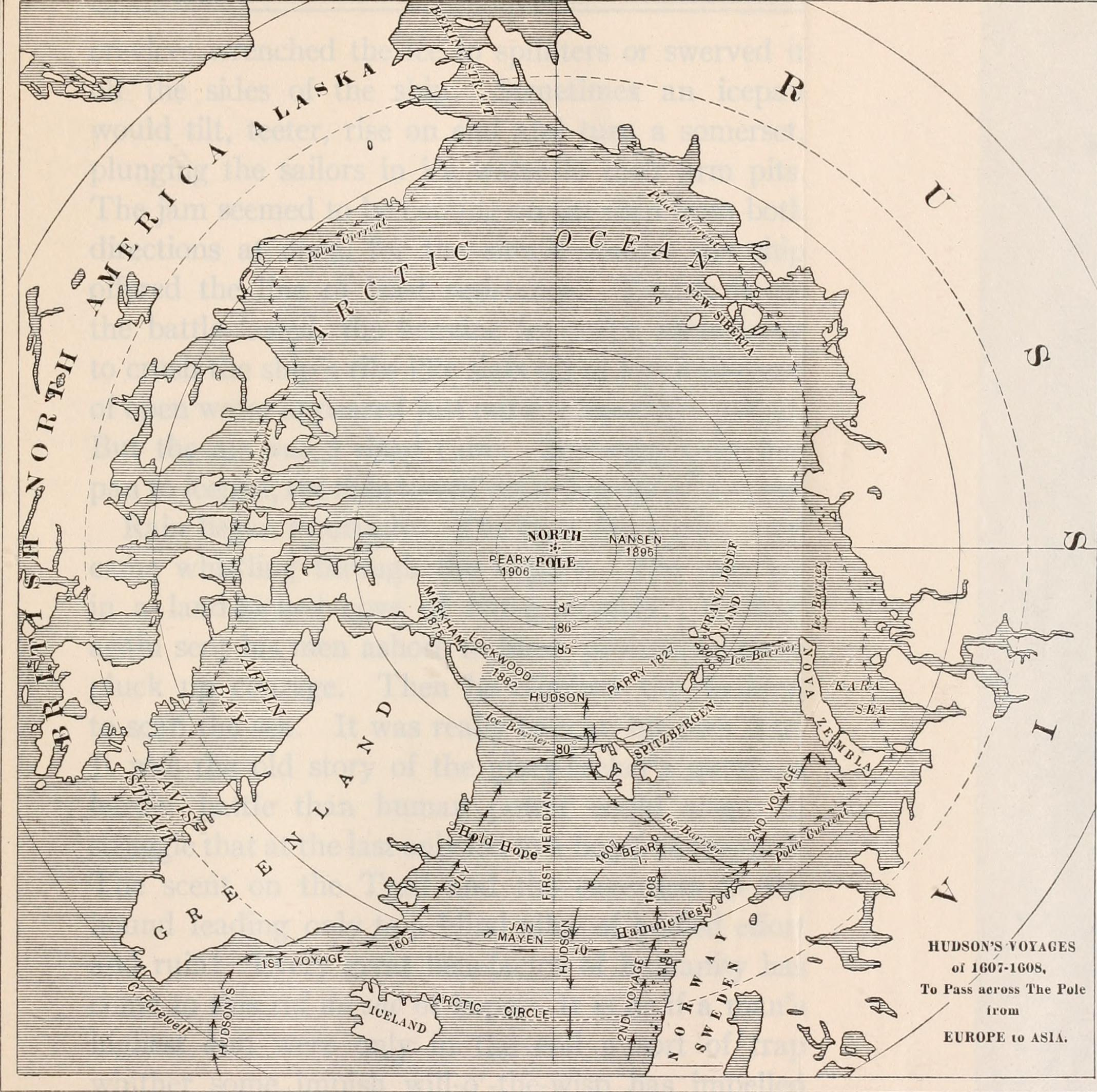
Navegación de Henry Hudson en la búsqueda del paso del Noreste, 1607-1608.
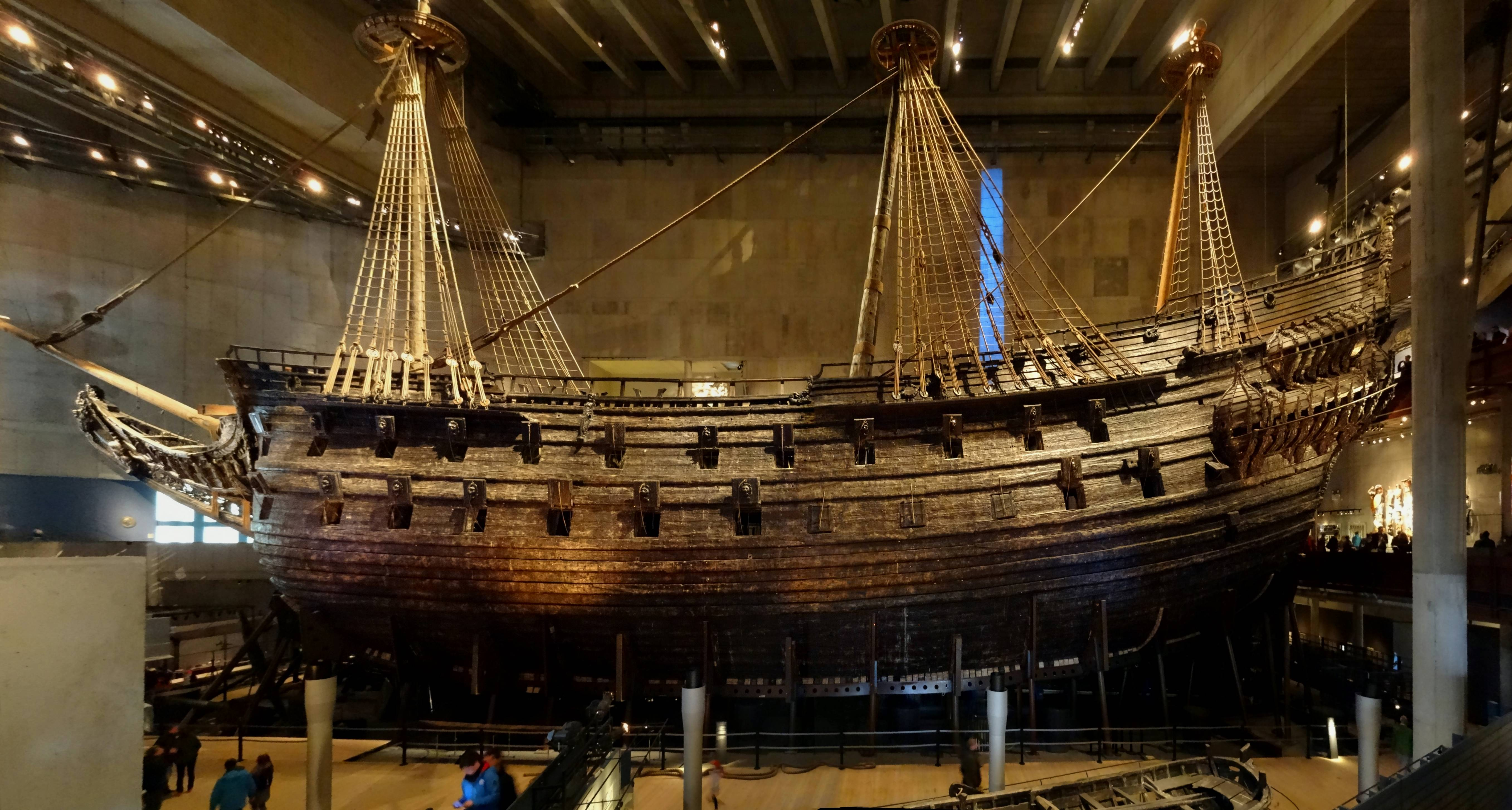
El Vasa, buque insignia de la armada sueca, hundido en su viaje inaugural, 1628.
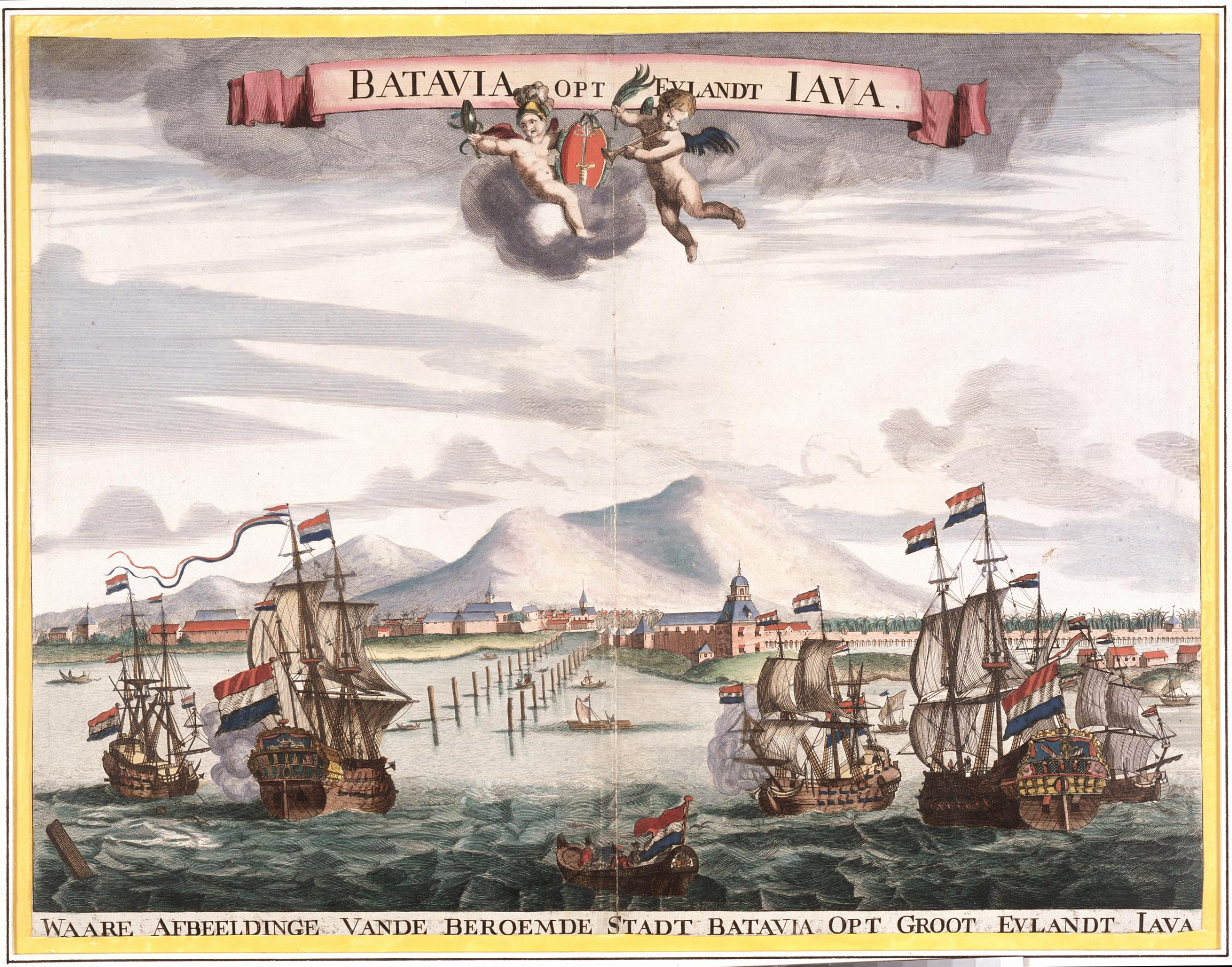
Barcos holandeses de la VOC (Vereenigde Oostindische Compagnie, "compañía de las Indias Orientales") en Batavia (actual Yakarta), 1665.

Desde el siglo XVIII la hegemonía marítima fue ejercida por Inglaterra, hecho que se confirmó a comienzos del siglo XIX con la batalla de Trafalgar (1805). Entre las principales expediciones inglesas de la época estuvieron las del capitán Cook (1768-1779); mientras que la segunda del Beagle (1831-1836) tuvo una gran trascendencia para el posterior desarrollo de la teoría de la evolución de Darwin. Ya plenamente en la época de la navegación a vapor se siguieron perfeccionando las técnicas y embarcaciones en la navegación transoceánica a vela (clipper), que no quedó obsoleta para la navegación comercial hasta el siglo XX (sobre todo tras la apertura del canal de Panamá). Incluso entonces, el optimismo desmedido que caracterizó al diseño naval de la época sufrió un duro golpe con el hundimiento del Titanic (1912).

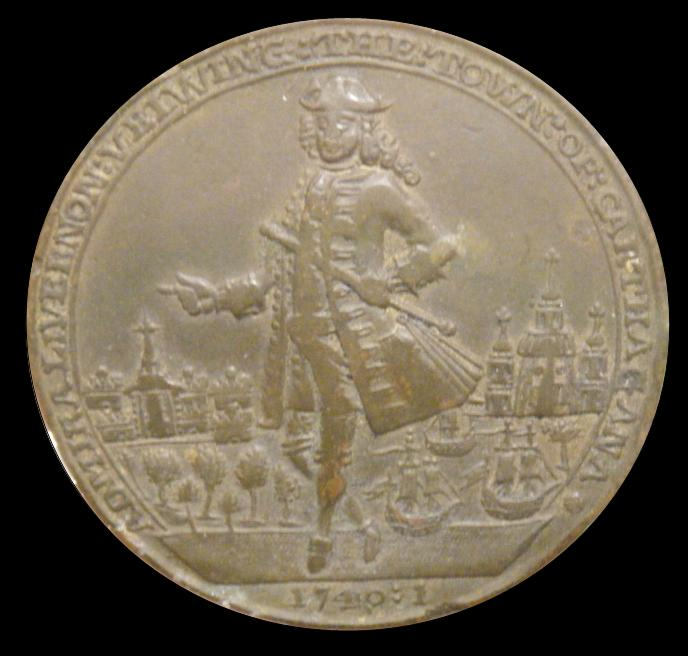
Medalla con la que la armada inglesa pretendía festejar la toma de Cartagena de Indias, que no se produjo (1741).
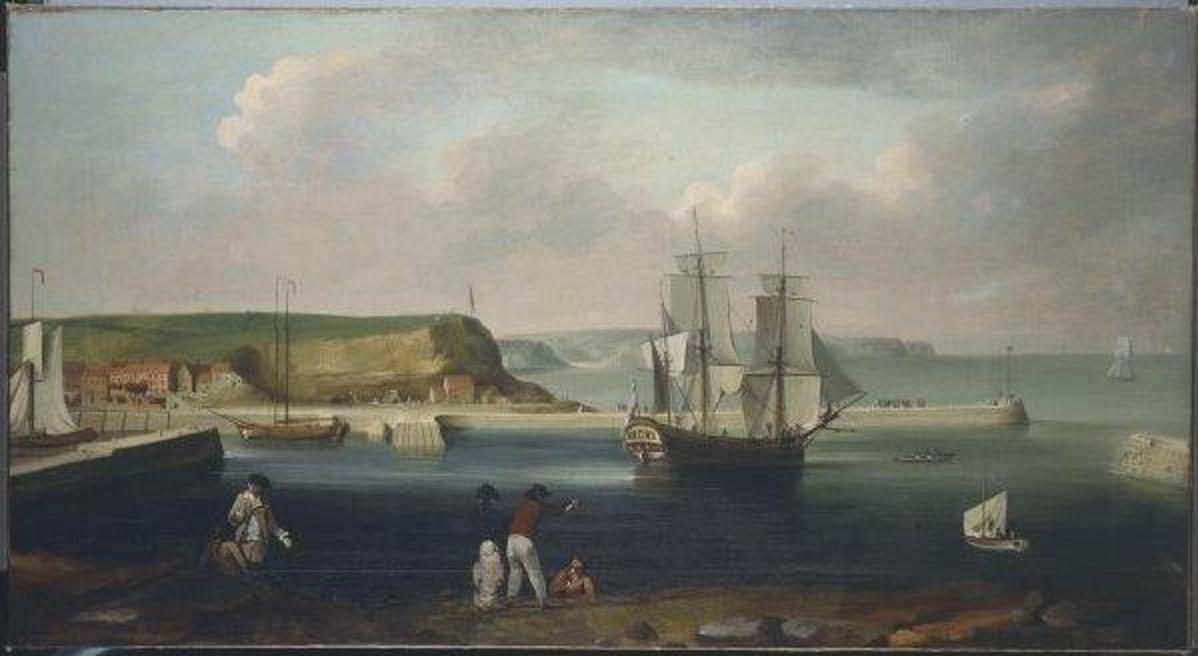
El Endeavour (barco del capitán Cook) zarpa del puerto de Whitby en 1768.
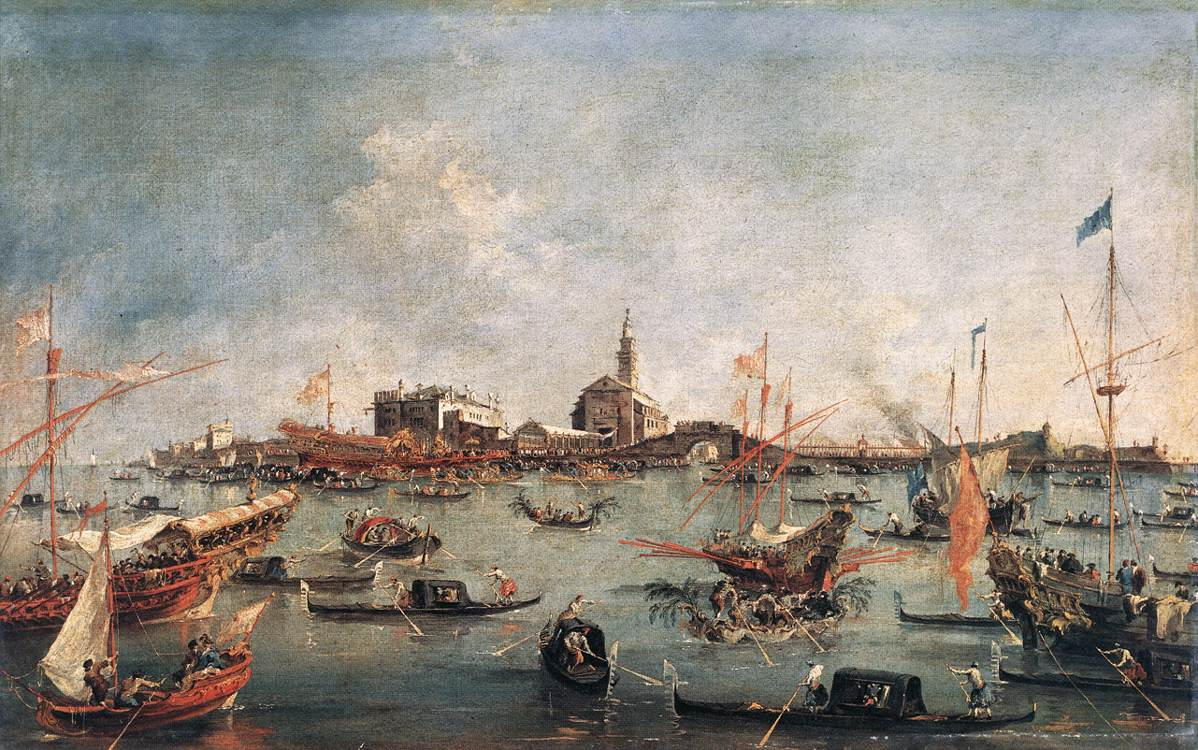
Barcos venecianos (entre ellos el Bucintoro) en la fiesta de la Ascensión, cuadro de Francesco Guardi, ca. 1775.
Expedición de Jean-François de La Perouse, 1785-1788.
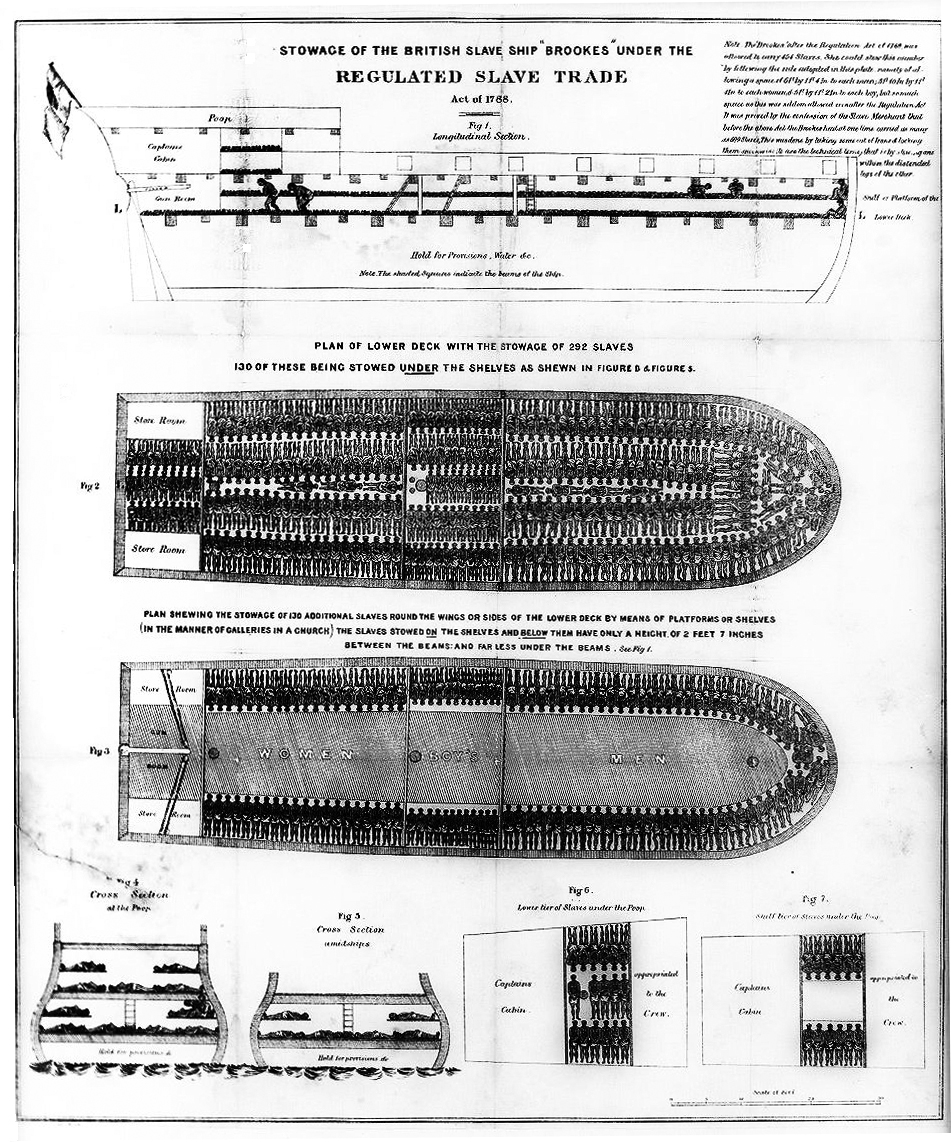
Disposición de un barco negrero para el tráfico de esclavos en 1788. El comercio triangular que cruzaba el Atlántico entre Europa, África y América constituía las más importantes rutas de navegación en la época.
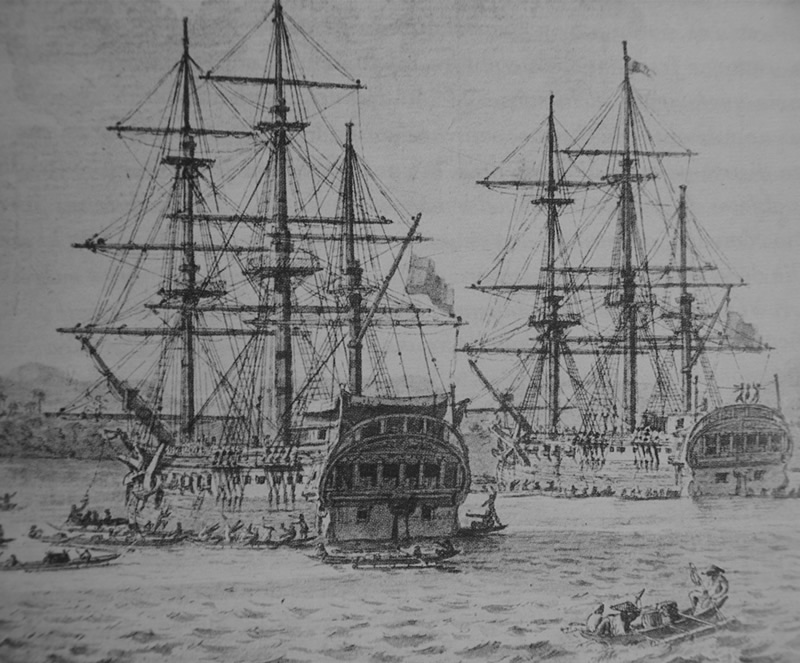
La Descubierta y la Atrevida en la isla filipina de Samar, durante la expedición Malaspina, 1789–1794.
Navegaciones de la Real Expedición Filantrópica de la Vacuna, 1803-1814.
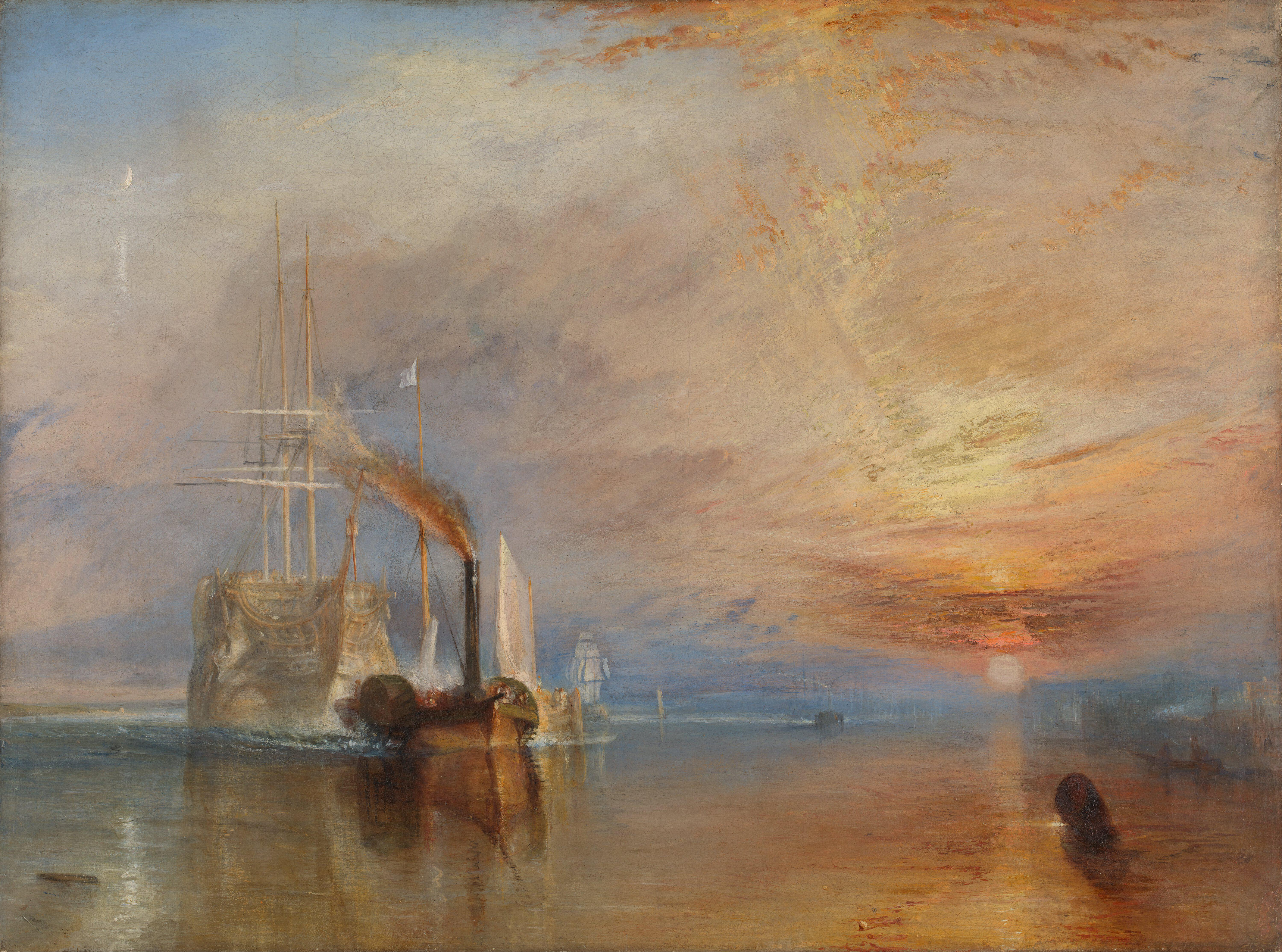
El «Temerario» remolcado a su último atraque para el desguace, de J. M. W. Turner, 1838.
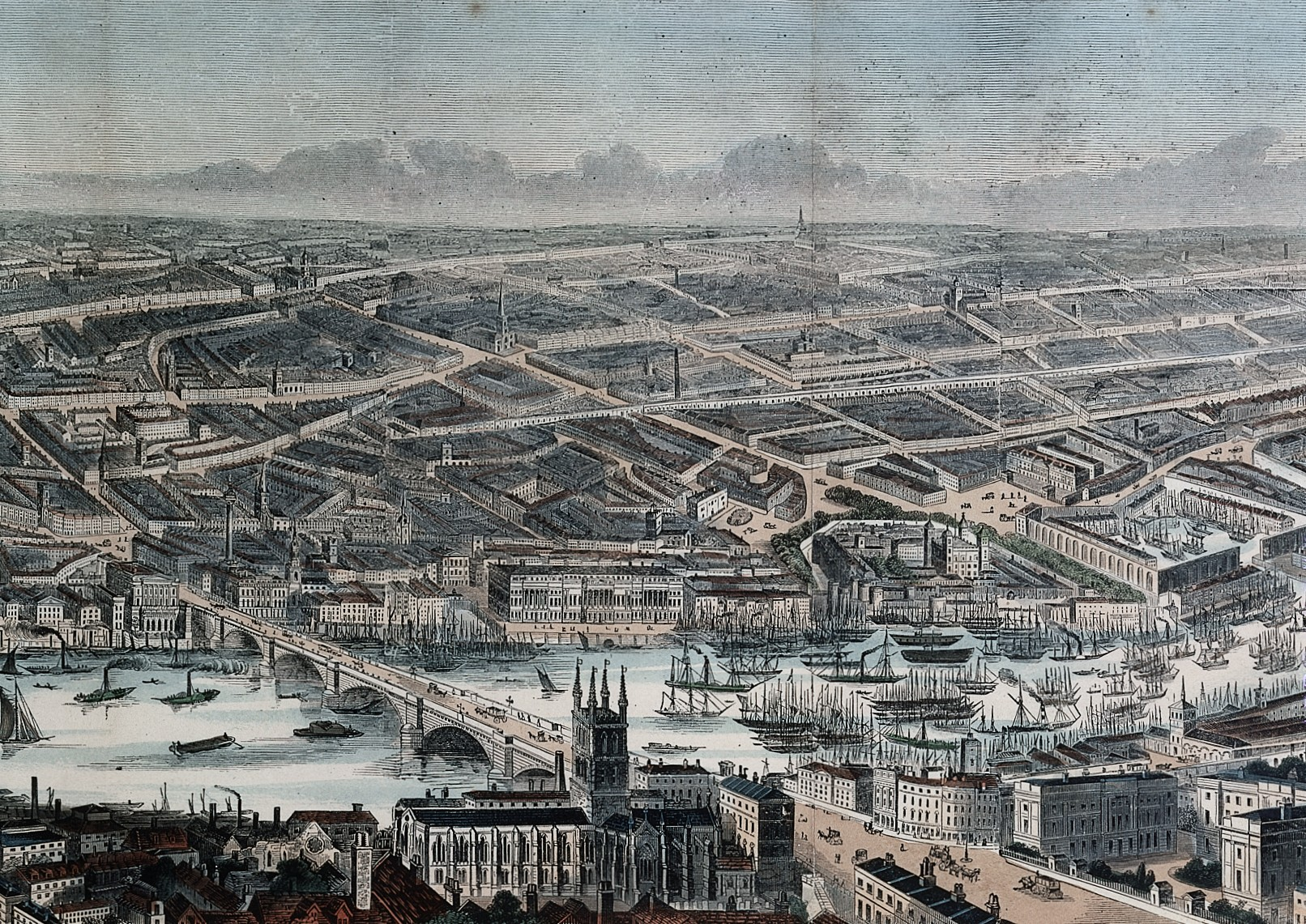
La activa navegación por el Támesis a mediados del siglo XIX, en un grabado de Frederick James Smyth. Barcos de altos mástiles se agolpan río abajo, mientras que gabarras y barcos de vapor de humeantes chimeneas pueden atravesar el puente de Londres.
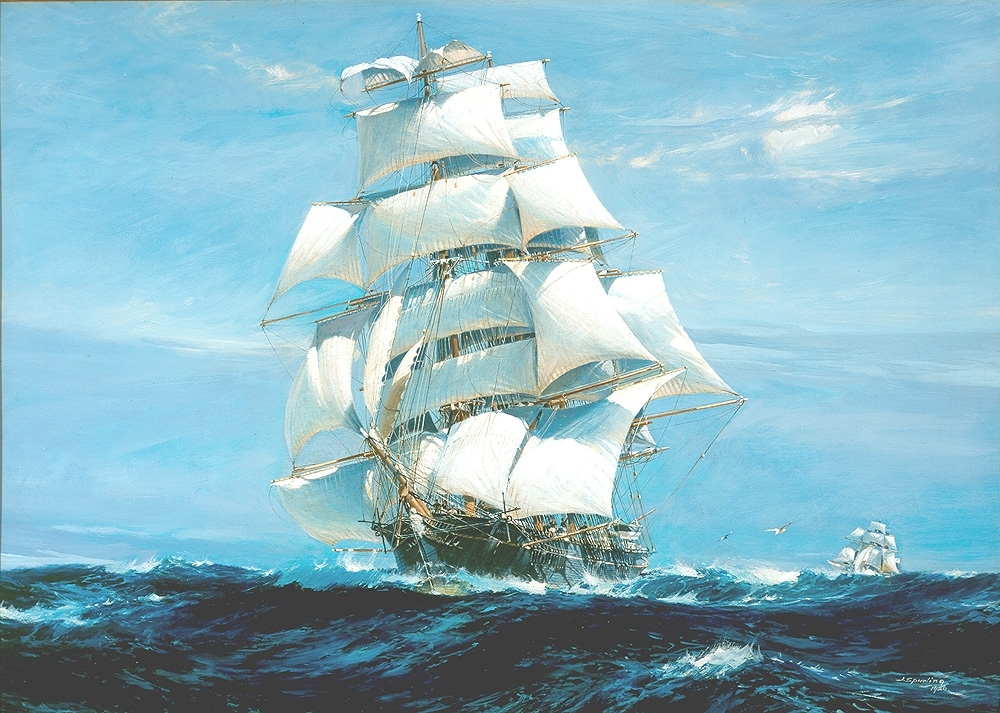
El Ariel y el Taeping disputando la "gran carrera del té de 1866", representada en un cuadro de Jack Spurling.
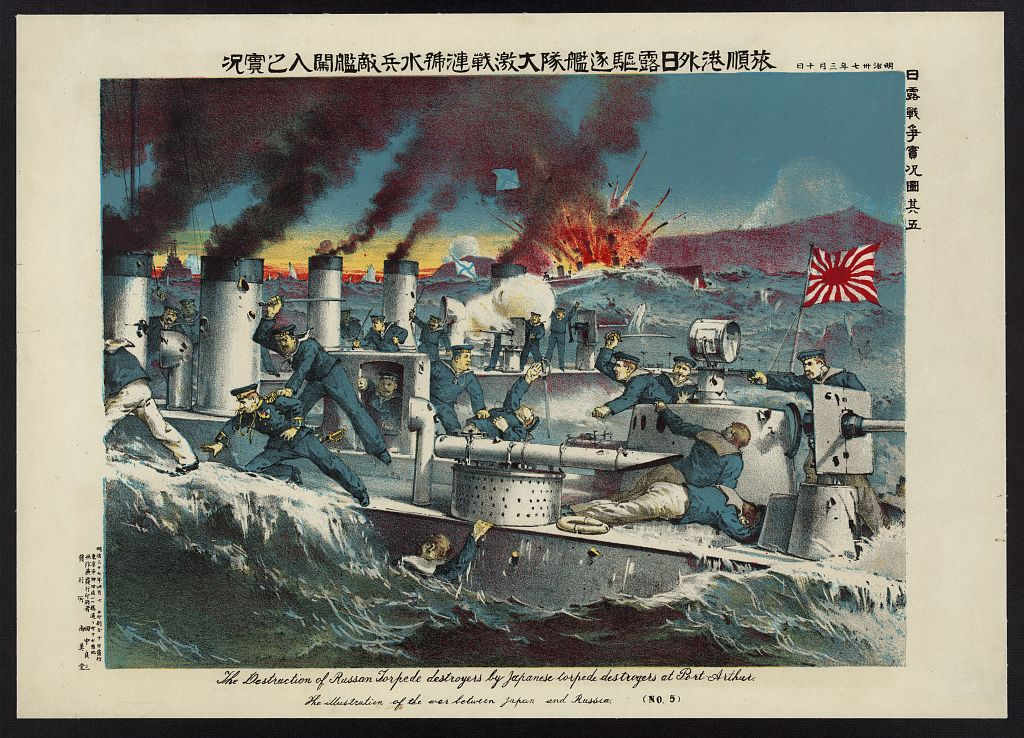
Enfrentamiento naval entre destructores rusos y japoneses en Port Arthur durante la guerra ruso-japonesa, 1904. La enorme distancia que debía cubrir la flota rusa entre sus costas occidental y oriental suponía una grave vulnerabilidad estratégica.
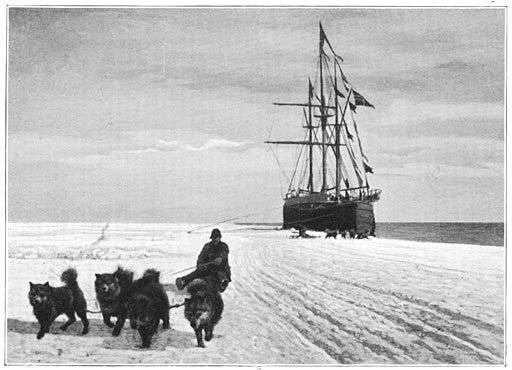
Expedición de Amundsen al Polo Sur, 1913.
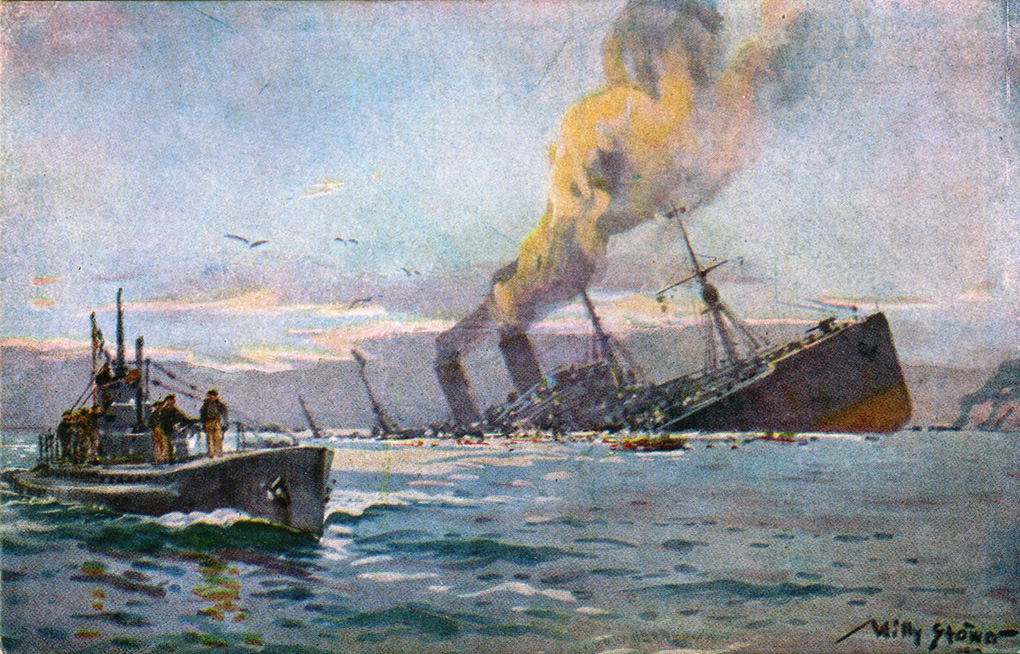
Hundimiento de un barco enemigo por un U-boot alemán en 1917. Además de en la guerra submarina, los buques sumergibles han tenido todo tipo de usos, incluyendo el correo,[21] la oceanografía o la exploración polar.
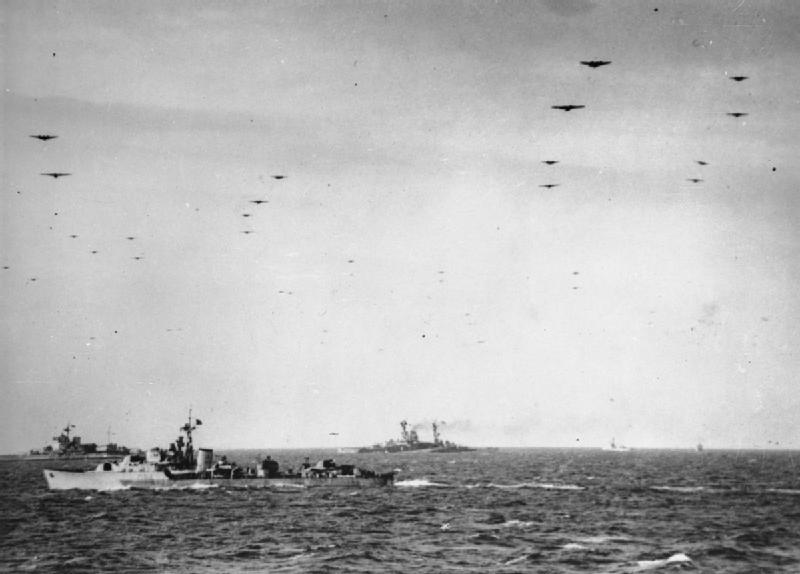
El desembarco de Normandía (junio de 1944) fue la operación naval[23] de mayores dimensiones de la historia, en un entorno marítimo de dimensiones relativamente reducidas (el canal de la Mancha).
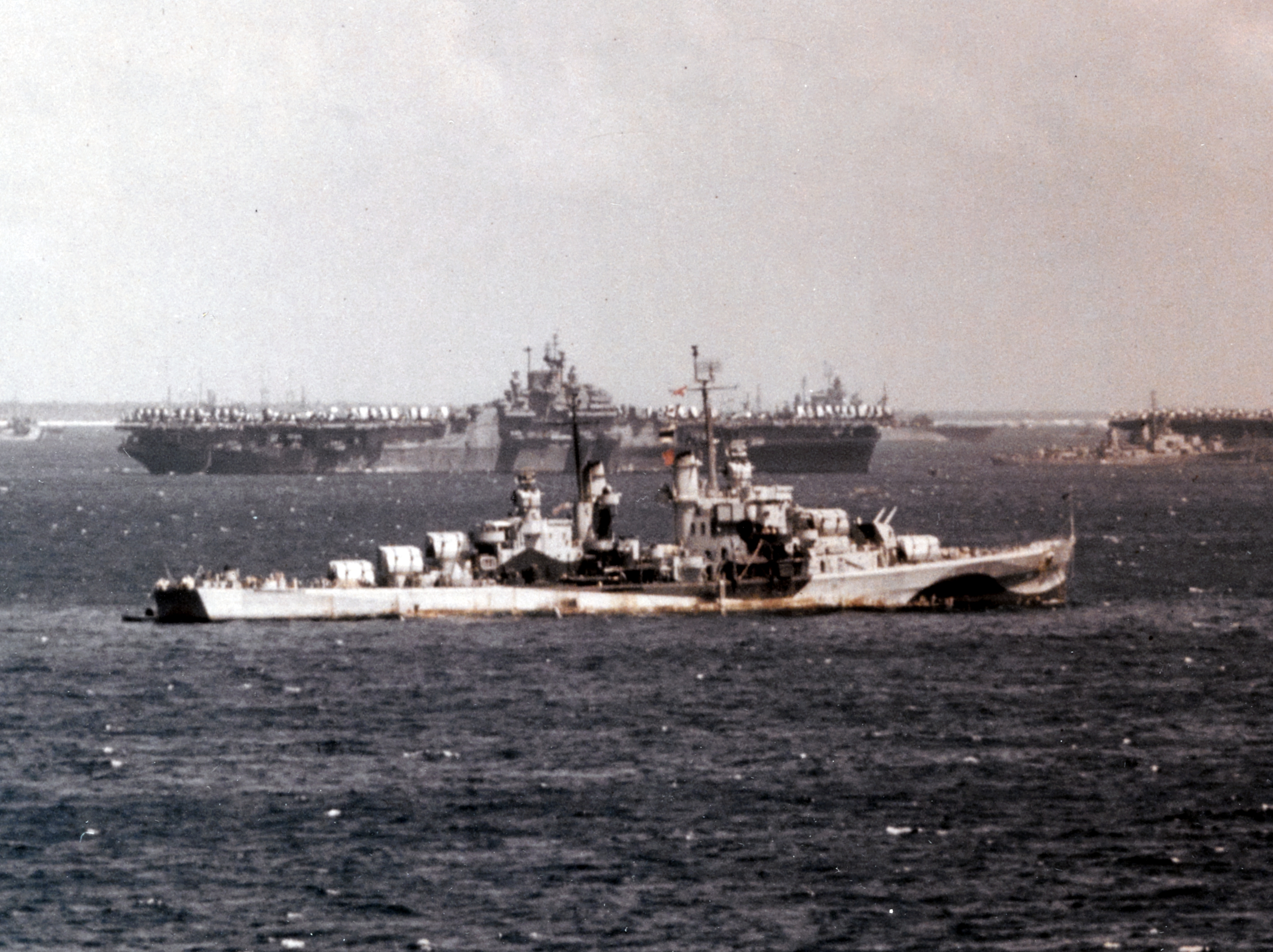
La Quinta Flota de los Estados Unidos parte para Okinawa en marzo de 1945, en los últimos movimientos de la Guerra del Pacífico. La dimensión geográfica del teatro de operaciones obligó a los contendientes a desplazar efectivos navales a distancias extraordinarias y al uso combinado de la aviación (portaaviones).

La navegación contemporánea ha dejado de realizar masivamente una de sus funciones tradicionales en que ha sido sustituida por la aviación, como es el transporte de pasajeros; aunque con dos importantes excepciones: los desplazamientos por placer (turismo de cruceros) y el tráfico irregular de personas (inmigración irregular). Desde la Segunda Revolución Industrial el volumen principal del transporte de mercancías ha venido siendo los hidrocarburos (buques petroleros y metaneros); otras materias primas también se transportan a granel en buques de carga, pero a partir de 1956 una gran parte de las mercancías de todo tipo se adaptan a contenedores normalizados que agilizan la carga y descarga, permitiendo la combinación con el transporte terrestre (hub). La navegación altamente tecnificada ha reducido las tripulaciones y aumentado las dimensiones de los barcos (por ejemplo, en la pesca de altura, que localiza sus presas con medios sofisticados y se prolonga indefinidamente en el tiempo —barcos congeladores o barcos-factoría—), lo que en algunas circunstancias les ha hecho vulnerables a nuevas formas de piratería.

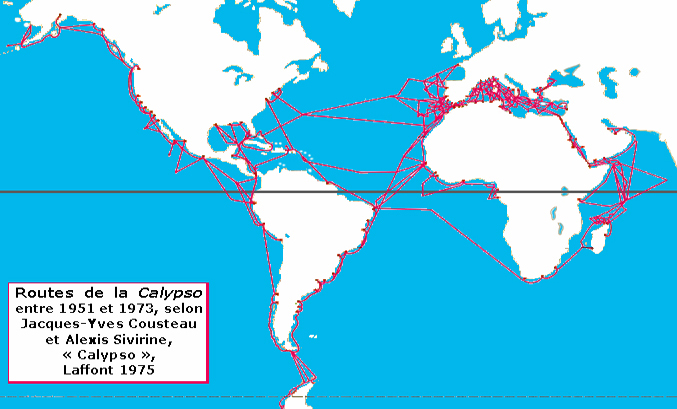
Rutas del Calypso, barco de investigaciones del comandante Cousteau.
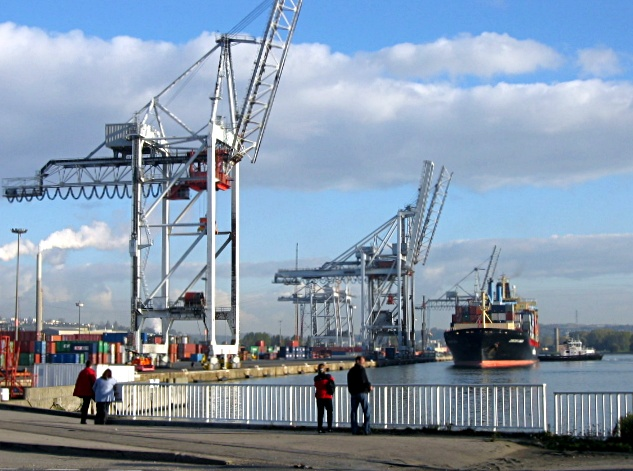
Carguero utilizando las instalaciones adecuadas para el tráfico de contenedores (grúas-pórtico, container terminal) del puerto de Le Havre.
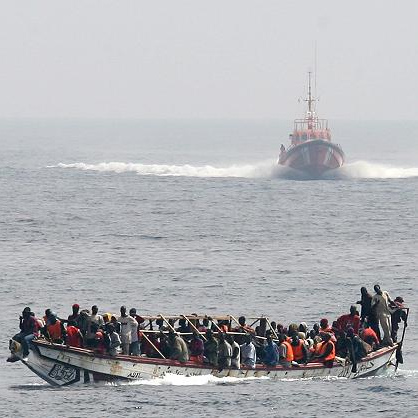
Embarcación sobrecargada de inmmigrantes irregulares, junto a un guardacostas español.

## Técnicas de navegación marítima
Son los métodos que se utilizan en navegación marítima, para dar solución a los cuatro problemas del navegante:
1. Determinar el rumbo.
2. Determinar el tiempo, la velocidad y distancia, mientras dure el viaje.
3. Conocer la "profundidad" en la que se está navegando para no encallarse.

### Navegación costera
Navegación y situación del buque por técnicas de posicionamiento basadas en la observación de demoras y distancias a puntos notables de la costa (faros, cabos, boyas, etc.) por medios visuales (taxímetros), observación de ángulos horizontales (sextante) o métodos electrónicos (demoras de radar a rácones, transpondedores, etc.).

### Navegación por estima
Navegación y situación del buque por medios analíticos, una vez tenidos en cuenta los siguientes elementos: situación inicial (So), Rumbo (s) llevados, ya sean Rumbos Verdaderos (Rv), Rumbos de Superficie (Rs) o Rumbos Efectivos (Re), Velocidad (es), así como los factores externos que han influido durante todo o una parte de la derrota, como por ejemplo el Viento (Abatimiento) y/o la Corriente (Rumbo de la corriente e Intensidad horaria de la corriente). El punto resultante de los cálculos se denominada Situación de Estima, con su latitud y longitud de Estima (le y Le). A este punto también se le conoce como punto de fantasía.

### Navegación loxodrómica

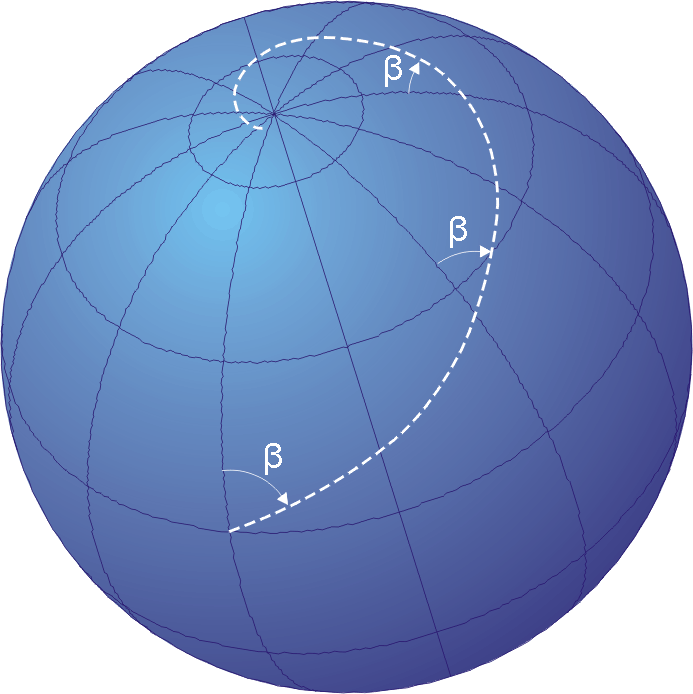
Loxodromia.

Navegación loxodrómica es la que se efectúa siguiendo un mismo rumbo; es decir, todos los meridianos son cortados con el mismo ángulo. En el gráfico R. En la proyección Mercator una loxodrómica se representa por una recta. Este tipo de navegación es útil para distancias no muy grandes, ya que ofrece la conveniencia de mantener un rumbo constante, pero no es la que ofrece la distancia más corta, por lo que no suele ser adecuado para grandes distancias.

### Navegación ortodrómica
Es la que sigue la distancia más corta entre dos puntos; es decir, es la que sigue un círculo máximo. Para hacer los cálculos de rumbo y distancia entre dos puntos es necesario resolver un triángulo esférico cuyos vértices son el origen, el destino y el polo.

### Navegación astronómica
Es la navegación y situación del buque por técnicas de posicionamiento basadas en la observación de las estrellas y demás cuerpos celestes. Las variables medidas para hallar la situación son: la altura angular observada de los astros sobre el horizonte, medida con el sextante (antiguamente con el astrolabio u otro instrumento), y el tiempo, medido con el cronómetro.
Conceptualmente, el proceso no es complejo de entender. Sabiendo el momento de la observación, y con los datos contenidos en el almanaque náutico, es posible determinar las coordenadas astronómicas del astro observado. Sabiendo las coordenadas del astro observado y la altura sobre el horizonte con que fue observado, podemos deducir que la posición del observador está situada en un círculo cuyo centro está situado en el punto geográfico situado directamente bajo el astro. Cualquier observador situado en cualquier punto de ese círculo observará el astro con la misma altura sobre el horizonte. El observador puede saber por tanto que su posición está en algún punto de este círculo.
En la práctica, el proceso matemático, llamado de "reducción" de la observación, puede resultar complejo para los no iniciados. A la altura observada con el sextante, es necesario aplicarle una serie de correcciones para compensar la refracción atmosférica, paralaje y otros errores. Una vez hecho esto, es necesario resolver por métodos matemáticos y trigonométricos un triángulo esférico. Hay muchos métodos para hacer esto. Los métodos manuales utilizan tablas (trigonométricas, logaritmos, etc.) para facilitar los cálculos. La aparición, a finales del siglo XX, de las calculadoras y computadoras electrónicas, facilitó grandemente el cálculo; pero la aparición del GPS, quitó importancia a la navegación astronómica, relegándola a un segundo plano como método alternativo en caso de fallo de la electrónica de a bordo o como hobby de interés científico.

### Navegación electrónica
Es la navegación y situación del buque por técnicas de posicionamiento basadas en las ayudas obtenidas por los sistemas de posicionamiento global, como el GPS, GLONASS, o el futuro sistema espacial europeo GALILEO. Es el sistema más extendido y de mayor facilidad de uso, a pesar de los errores que pueden derivarse.

### Navegación inercial
Es la navegación y situación del buque, por medio de la integración de los datos ofrecidos por acelerómetros y/o giróscopos situados a bordo, que integran en complejos sistemas electrónicos las aceleraciones sufridas, que convertidas en velocidades (en los 3 ejes posibles de desplazamiento) y en función de los Rumbos observados, posibilitan la obtención de la posición.

## Iconografía
El presagio de una navegación feliz era el delfín, por lo cual vino su representación a ser el símbolo que llevaban todas las naves.[cita requerida]
Más recientemente, la navegación se representó como una mujer coronada de popas de nave cuyos paños están agitados por los vientos. Apoya una mano en un timón y la otra tiene el instrumento de tomar altura. A sus pies, se ven la ampolleta, la brújula, el tridente de Neptuno y las riquezas del comercio mientras que en el horizonte, terminado por un faro, se divisa el mar surcado por naves que bogan a toda vela.